# Lijst van personen onderscheiden met het Vliegerkruis
Dit is een onvolledige lijst van personen onderscheiden met het Vliegerkruis.
De lijst weergeeft de hoeveelste verlening, de ontvanger, datum van toekenning en eventueel een bijzonderheid.

In totaal ontvingen 735 personen het vliegerkruis, hiervan zijn er momenteel 239 opgenomen in deze lijst, waaronder alle buitenlanders.

## Verleningen

### 1941 t/m 1945
| Nr.   | Ontvanger                                   | Kon.Besluit  | Bijzonderheden |
| ----- | ------------------------------------------- | ------------ | --- |
| 1     | Theodorus Franciscus André Buijs            | 03-10-1941   | Verkregen voor oorlogsvluchten boven West-Europa met de Spitfire in dienst van de R.A.F. |
| 2     | Jan Berend Hendrik Bruinier                 | 03-10-1941   | Verkregen voor oorlogsvluchten boven West-Europa met de Spitfire, 92 Squadron RAF en 611 Squadron RAF, Tweede Luitenant-vlieger ML KNIL. |
| 3     | Pieter Jan Cornelis Vos                     | 16-10-1941   | Voor het ontsnappen uit bezet Nederland met een Fokker G.1 en te ontkomen naar Groot-Brittannië op 5 mei 1941. |
| 4     | Hidde Leegstra                              | 16-10-1941   | Voor het ontsnappen uit bezet Nederland met een Fokker G.1 en te ontkomen naar Groot-Brittannië op 5 mei 1941. Eerste van twee vliegerkruizen. Tweede ontvangen op 4 januari 1949. |
| 5     | Govert Steen                                | 16-10-1941   | 320 Dutch Squadron RAF, Officier-vlieger der Tweede Klasse, ontving op 22 april 1948 zijn tweede vliegerkruis. |
| 6     | Wilhelm Marinus Antonius van Rossum         | 29-11-1941   | 320 Dutch Squadron RAF, Officier-vlieger der Tweede Klasse. Vliegerkruis en Eervolle Vermelding later ingetrokken en vervangen door Bronzen Leeuw. |
| 7     | P. van der Meer                             | 29-11-1941   | 320 Dutch Squadron RAF, Officier-Zeewaarnemer der Derde Klasse . Zijn tweede vliegerkruis. |
| 8     | Gosewinus van Meurs                         | 29-11-1941   | 320 Dutch Squadron RAF, matroos der Eerste Klasse. Zijn tweede vliegerkruis. |
| 9     |                                             | 29-11-1941   | |
| 10    | H.J. van den Berg                           | 29-11-1941   | "West-Europa - operationele vluchten (385 dag- en nachtvlieguren)." |
| 11    | Abraham Johannes Ike Lensing                | 29-11-1941   | "West-Europa - operationele vluchten (331 dag- en nachtvlieguren)." |
| 12    | Jhr Pieter Jacob Elias                      | 29-11-1941   | Verkregen voor “het gedurende meer dan een jaar deelnemen aan de operaties op verschillende vliegtuigen.” Zijn tweede vliegerkruis. |
| 13    | Edouard Bakker                              | 29-11-1941   | "West-Europa - operationele vluchten (251 dag- en nachtvlieguren)." |
| 14    | Pieter Buynink                              | 29-11-1941   | "West-Europa - operationele vluchten (213 dag- en nachtvlieguren) / aanval op konvooi." |
| 15    | Gerard Bruggink                             | 27-01-1942   | Toegekend vanwege luchtacties in 1942 met zijn Brewster Buffalo. Ingetrokken bij benoeming RMWO 4 bij Koninklijk Besluit van 14 juli 1948 no. 5. |
| 16    |                                             | 27-01-1942   | |
| 17    | Jacob Pieter van Helsdingen                 | 27-01-1942   | "Singapore / Malakka - luchtgevechten (gesneuveld op 7 maart 1942 nabij Lembang)." |
| 18    | Jan Hendrik Lukkien                         | 27-01-1942   | NI-KNIL, 1e Luitenant-vlieger. Tweede vliegerkruis ontvangen op 3 juni 1950, zie 702. |
| ?     | August Gerard Deibel                        | 27-01-1942   | Later ingetrokken en vervangen voor een Militaire Willems-Orde. |
| 19A   | J.N. Vermeij                                | 27-01-1942   | Nederlands-Indië - luchtgevecht bij bomaanval op Japanse vloot. |
| 20    | F.E. Broers                                 | 28-01-1942   | Eerste luitenant-vlieger-waarnemer van een Brewster F2A |
| 21    | W.J. Blans                                  | 28-01-1942   | "Nederlands-Indië - talrijke oorlogsvluchten." |
| 21-A  | H.J. Mulder                                 | 29-01-1942   | Ontving het vliegerkruis pas op 30 januari 1950. |
| 21    | W.J. Blans                                  | 28-01-1942   | |
| 22    | Y.H. Mulder                                 | 29-01-1942   | "Nederlands-Indië - door bekwaam manoeuvreren achtervolgend vijandelijk vliegtuig ontgaan en veilig geland." |
| 23    | J.A.J. Oonincx                              | 29-01-1942   | "Nederlands-Indië - vastberadenheid en voortvarendheid aan de dag gelegd tijdens evacuatievluchten." |
| 24    |                                             |              | |
| 25    |                                             |              | |
| 26    | A.F. van den Berg                           | 24-02-1942   | "Nederlands-Indië - luchtgevechten." |
| 27    | A.H. Cannoo                                 | 24-02-1942   | "Nederlands-Indië - luchtgevechten." |
| 28    | G. van Haarlem                              | 24-02-1942   | "Nederlands-Indië - talrijke oorlogsvluchten." |
| 29    | A.D.M. Moorrees                             | 24-02-1942   | "Nederlands-Indië - talrijke oorlogsvluchten." |
| 30    |                                             | 24-02-1942   | |
| 31    | J.M.L. van Roon                             | 24-02-1942   | "Nederlands-Indië - talrijke oorlogsvluchten." |
| 32    | Albert Eduard Stoové                        | 24-02-1942   | ML-KNIL, Sergeant Kort-Verband Vlieger. Verkregen voor een aanval op de Japanse vloot in de Straat van Makassar. |
| 33    |                                             |              | |
| 34    | Iwan Smirnoff                               | 23-04-1942   | ML-KNIL Transportafdeling. Door beleidvol en koelbloedig optreden de levens van vele inzittenden gered tijdens Aanval op Broome |
| 35    |                                             |              | |
| 36    |                                             |              | |
| 37    |                                             |              | |
| 38    |                                             |              | |
| 39    | Dirk de Koning                              | 23-05-1942   | "West-Europa - oorlogspatrouillevluchten." 1e uitgereikte Vliegerkruis |
| 40    | A.J. Daniëls                                | 28-05-1942   | "West-Europa - oorlogspatrouillevluchten." |
| 41    | G.T. Bruens                                 | 28-05-1942   | Koninklijke Marine, Marine Luchtvaartdienst, Sergeant-vlieger, "West-Europa - oorlogspatrouillevluchten." |
| 42    | M. Bolk                                     | 28-05-1942   | 320 Dutch Squadron RAF, Korporaal-telegrafist |
| 43    | Johannes But                                | 28-05-1942   | 320 Dutch Squadron RAF, Korporaal-telegrafist |
| 44    | J. Blom                                     | 28-05-1942   | 320 Dutch Squadron RAF, West-Europa - oorlogspatrouillevluchten. |
| 45    | Pieter Leentjens                            | 28-05-1942   | "West-Europa - oorlogspatrouillevluchten." |
| 46    | J. Boom                                     | 28-05-1942   | "West-Europa - 63 gewapende patrouillevluchten en konvooibeschermingsvluchten." |
| 47    | Johan de la Haye                            | 28-05-1942   | "West-Europa - oorlogspatrouillevluchten." |
| 48    | Adriaan Willem Klaassen                     | 28-05-1942   | "West-Europa - oorlogspatrouillevluchten." |
| 49    | Cornelis Verbaan                            | 28-05-1942   | "West-Europa - oorlogspatrouillevluchten." |
| 51    | R. van Leeuwen                              | 10-06-1942   | Postuum verkregen. "Nederlands-Indië / Zuid-Chinese Zee - luchtgevecht." |
| 52    | P.J. de Bruin                               | 10-06-1942   | "Nederlands-Indië / Zuid-Chinese Zee - luchtgevecht." |
| 53    | F. Bloos                                    | 10-06-1942   | "Nederlands-Indië / Zuid-Chinese Zee - luchtgevecht." |
| 54    | W. van Prooijen                             | 15-06-1942   | "Nederlands-Indië - oorlogsvluchten / ontsnapping naar Colombo." |
| 55    | Gerard Frouko Venema                        | 02-09-1942   | Eerste van twee vliegerkruizen. Tweede ontvangen op 3 augustus 1944. |
| 56    | C. Bazzoni                                  | 02-09-1942   | "Nederlands-Indië - oorlogsvluchten / luchtgevechten / aanval op schepen." |
| 57    | W.G. Heijneker                              | 02-09-1942   | Vliegtuigmakersmaat. "Nederlands-Indië - oorlogsvluchten / luchtgevechten / aanval op schepen." |
| 58    | W.P. Hamers                                 | 02-09-1942   | "Nederlands-Indië - oorlogsvluchten (3 maanden, 320 vlieguren)." |
| 59    | H. Lamme                                    | 02-09-1942   | "Nederlands-Indië - luchtgevechten." |
| 60    | Bram van der Stok                           | 21-09-1942   | 322 Dutch Squadron RAF, 42 Squadron RAF, Reserve-Eerste Luitenant-Vlieger |
| 61    | S.W. Jarboe                                 | 08-10-1942   | US Navy, Aviation Chef Machinist Mate |
| 62    | G.W. Webber                                 | 08-10-1942   | US Navy, Chief aviation pilot. "Nederlands-Indië - acties met verkenningsvliegtuigen tijdens de verdediging van Nederlands-Indië." |
| 63    | S.P. Rutledge                               | 08-10-1942   | US Navy, Aviaton Chief Machinist mate |
| 64    | L.J. Silva                                  | 22-10-1942   | US Army Air Force, Master Sergeant. "Nederlands-Indië - Menado-luchtgevecht, 3 vijandelijke toestellen afgeschoten." |
| 65    | J. van Loggem                               | 22-10-1942   | Reserve Eerste Luitenant-Waarnemer. "Australië - als waarnemer-bommenrichter onderzeeboot vernietigd." |
| 66    | P.J.P. van Erkel                            | 19-11-1942   | "Nederlands-Indië - Straat Banka, transportschip tot zinken gebracht / oliestation gebombardeerd." |
| 67    |                                             | 19-11-1942   | |
| 68    | Willem Jacobus Reijnierse                   | 19-11-1942   | Eerste van drie vliegerkruizen. Verleend met "Eervolle Vermelding". Op 19 november 1942 ingetrokken en vervangen door Bronzen Leeuw |
| ?     | P. Jaapies                                  | 19-11-1942   | Eerste van twee vliegerkruizen. Ingetrokken en vervangen door Bronzen Leeuw. Tweede Vliegerkruis ontvangen op 3 augustus 1944, zie 224. |
| 70    |                                             | 19-11-1942   | |
| 71    |                                             | 19-11-1942   | |
| 72    |                                             | 19-11-1942   | |
| 73    |                                             | 19-11-1942   | |
| 74    | J.F. Fondse                                 | 19-11-1942   | "Nederlands-Indië - oorlogsvluchten (390 vlieguren) / luchtgevechten." Ook Mentioned in Dispatches. |
| 75    | P.A. van den Born                           | 19-11-1942   | "Nederlands-Indië - oorlogsvluchten (390 vlieguren) / luchtgevechten." |
| 76    | H.F.P. van Wolferen                         | 19-11-1942   | "Nederlands-Indië - oorlogsvluchten (300 vlieguren) / luchtgevechten." |
| 77    |                                             | 19-11-1942   | |
| 78    | S.G. Duijts                                 | 19-11-1942   | "Nederlands-Indië - oorlogsvluchten (280 vlieguren) / luchtgevechten." |
| 79    | Gerard A. van Schooten                      | 19-11-1942   | "Nederlands-Indië - luchtgevechten / verkenning voor onderzeeboot Hr. Ms. K XIV." |
| 80    | Benjamin Berkhout                           | 19-11-1942   | Postuum verkregen. "Nederlands-Indië - luchtgevechten / verkenning voor onderzeeboot Hr. Ms. K XIV." |
| 81    | Th.M.J. Verhoeven                           | 26-11-1942   | KLM gezagvoerder. Aangevallen door Duitse jachtvliegtuigen op de civiele lijndienst Bristol-Lissabon in de Douglas DC-3 PH-ALI Ibis/G-AGBB op 15 november 1942 |
| 82    | L.C. Dik                                    | 26-11-1942   | KLM marconist. Aangevallen door Duitse jachtvliegtuigen op de civiele lijndienst Bristol-Lissabon in de Douglas DC-3 PH-ALI Ibis/G-AGBB op 15 november 1942 |
| 83    | Gerardus Engelbertus Pius Alsem             | 26-11-1942   | KLM boordwerktuigkundige (BKW). Aangevallen door Duitse jachtvliegtuigen op de civiele lijndienst Bristol-Lissabon in de Douglas DC-3 PH-ALI Ibis/G-AGBB op 15 november 1942 |
| 84    | C.R. Eisenbach                              | 26-11-1942   | Luitenant Marine Vlieger bij de U.S. Navy Patrol Wing no. 10 (PATWING 10) (Filipijnen, Nederlands-Indië). Ingezet op oorlogsvluchten en verkenningsvluchten met de PBY Catalina (watervliegtuig). Voor "initiatief, moed en volharding" waarbij werd aangetekend dat zijn "verrichtingen in de lucht van uitnemend belang waren voor de Nederlandse Staat". |
| 85    | Karel Akkerman                              | 31-12-1941   | Koninklijk Nederlands-Indisch Leger, Wapen der Militaire Luchtvaart, Luitenant-waarnemer. "Nederlands-Indië - bombardementsvluchten." |
| 86    | Johannes Cornelis Beckman                   | 31-12-1941   | Beckman werd op 5 of 6 maart 1942 onthoofd op het Vliegbasis Kalidjati door Japanse troepen. Gouvernementeel Besluit 1942 |
| 87    | J.A. Butner                                 | 31-12-1941   | "Nederlands-Indië - bombardementsvluchten." |
| 88    | G. Cooke                                    | 31-12-1941   | Eerste van drie vliegerkruizen. Tweede ontvangen op 24 februari 1945 en derde ontvangen op 28 februari 1952. |
| 89    | R. Jauks                                    | 31-12-1941   | "Nederlands-Indië - talrijke oorlogsvluchten." |
| 90    | Frits den Ouden MWO                         | 31-12-1941   | "Verkregen wegens twee bombardementen op Samarinde." |
| 91    |                                             |              | |
| 92    |                                             |              | |
| 93    | Paul Adriani                                | 07-01-1943   | Postuum verkregen. Eenheid: X 29, Officier-Vlieger der Tweede Klasse. "Nederlands-Indië - oorlogsvluchten (280 vlieguren), aanvallen op schepen." |
| 94    | J.R. Goudberg                               | 07-01-1943   | "Nederlands-Indië - oorlogsvluchten (280 vlieguren) / herhaalde geslaagde luchtaanvallen op Kuching." |
| 95    |                                             | 07-01-1943   | |
| 96    |                                             | 07-01-1943   | |
| 97    | A.J. de Bruijn                              | 07-01-1943   | "Nederlands-Indië / Australië - oorlogsvluchten(100 vlieguren) / aanval op Broome." |
| 98    | W.F.J. Kemper                               | 07-01-1943   | "Nederlands-Indië / Javazee - luchtacties (280 vlieguren), redden van drenkelingen Nederlands oorlogsschip." |
| 99    |                                             | 07-01-1943   | |
| 100   | H. Kramer                                   | 07-01-1943   | |
| 101   | H.R.T. Grijzen                              | 07-01-1943   | "Nederlands-Indië - oorlogsvluchten (330 vlieguren) / luchtgevecht." |
| 102   | L. Rijkers                                  | 07-01-1943   | |
| 103   | Simon du Porto                              | 04-02-1943   | 320 Dutch Squadron RAF, Reserve-Sergeant vlieger. "West-Europa - doorzetten aanval op konvooi met brandende motor, veilig weten terug te keren." |
| 104   | Johan Christiaan Sillevis                   | 29-06-1943   | "West-Europa - meerdere geslaagde aanvallen op schepen tijdens vele dag- en nachtoorlogsvluchten." Tevens ontvanger van de hoge Engelse onderscheiding Distinguished Flying Cross. |
| 105   | Piet van Waart                              | 29-06-1943   | "West-Europa - meerdere geslaagde aanvallen op schepen tijdens vele dag- en nachtoorlogsvluchten." Ontvanger van de Distinguished Flying Cross. |
| 106   | Matthijs de Liefde                          | 29-06-1943   | "West-Europa - meerdere geslaagde aanvallen op schepen tijdens vele dag- en nachtoorlogsvluchten." |
| 107   | Gijsbertus Hermanus de Groot                | 29-06-1943   | 320 Dutch Squadron RAF, Officier-vlieger der Tweede Klasse. "West-Europa - meerdere geslaagde aanvallen op schepen tijdens vele dag- en nachtoorlogsvluchten." |
| 108   | Koene Dirk Parmentier                       | 24-06-1943   | "Londen-Lissabon - vlucht met de KLM DC3-agbb, Ibis (ph-ali)." Neergeschoten tijdens BOAC-vlucht 777 door Duitse JU 88. |
| 109   | D. de Koning                                | 24-06-1943   | "Londen-Lissabon - vlucht met de KLM DC3-agbb, Ibis (ph-ali)." 2e uitgereikte vliegerskruis. Neergeschoten tijdens BOAC-vlucht 777 door Duitse JU 88. |
| 110   | C. van Brugge                               | 24-06-1943   | "Londen-Lissabon - vlucht met de KLM DC3-agbb, Ibis (ph-ali)." Neergeschoten tijdens BOAC-vlucht 777 door Duitse JU 88. |
| 111   |                                             |              | |
| 112   |                                             |              | |
| 113   | Cyril Ian Hamilton Donovan                  | 24-09-1943   | RAAF, Flight Sergeant (Sergeant-vlieger) |
| 114   | Reinier Emil Jessurun                       | 18-10-1943   | ML-KNIL Reserve Kapitein waarnemer. Overleden als gevolg van vliegongeval; Bronzen Kruis met Eervolle Vermelding werd omgezet in Bronzen Leeuw. Bronzen Leeuw werd omgezet in de Militaire Willems-Orde. RMWO 4 op 16-10-1948. |
| 115   | B. Wetters                                  |              | |
| 116   | Piet Willem Ree                             | 21-10-1943   | 320 Dutch Squadron RAF, Luitenant-ter-Zee 2e Klasse |
| 117   | Jan Bernard Marinus Haye                    | 21-10-1943   | "West-Europa - oorlogsvluchten / neergeschoten, maar zich aan krijgsgevangenschap weten te onttrekken." |
| 118   |                                             |              | |
| 119   | Leendert Laamens                            | 01-11-1943   | "West-Europa - aanval op Brest - met beschadigd vliegtuig teruggekomen." |
| 120   | J.H. Maas                                   | 01-11-1943   | 320 Dutch Squadron RAF, Reserve-Sergeant vlieger. Tweede vliegerkruis ontvangen op 21 december 1944. |
| 121   | Leendert Jonker                             | 01-11-1943   | 320 Dutch Squadron RAF, Korporaal-vliegtuigschutter |
| 122   | Jhr René Wittert van Hoogland               | 03-01-1944   | 18 (N.E.I.) Squadron, Reserve-Majoor Vlieger-Waarnemer |
| 123   | T.D. Berlijn                                | 03-01-1944   | "Zuidwest-Pacific - tijdens een verkenningsvlucht een vijandelijk schip aangevallen en tot zinken gebracht." |
| 124   |                                             |              | |
| 125   | Adriaan van der Heiden                      | 06-01-1944   | "Zuidwest-Pacific - 35 operationele vluchten / ondaks hevig afweervuur schip vernietigd." |
| 126   | Jan Leendert Plesman                        | 06-01-1944   | |
| 127   | Frits Overeynder                            | 06-01-1944   | Tactical Command. "West-Europa - oorlogsvluchten (24 maanden)." |
| 128   | August van Rossum                           | 06-01-1944   | 320 Dutch Squadron RAF, Reserve-Eerste Luitenant Vlieger Foto August van Rossum. "West-Europa - oorlogsvluchten (20 maanden) / vijandelijke duikboot vernield." |
| 129   | Kees van Eendenburg                         | 06-01-1944   | Reserve-Eerste Luitenant-Vlieger |
| 130   | Bruin Tammes                                | 06-01-1944   | |
| 131   | Robert van Eupen                            | 06-01-1944   | "West-Europa - oorlogsvluchten (3,5 maand) groot aantal succesvolle nachtvluchten." |
| 132   | Vlag van Nederland                          |              | |
| 133   | F.J.C. Bogert                               | 24-02-1944   | "Nederlands-Indië - luchtgevecht met sterkere tegenstander." |
| 134   | H.A. van Leeuwen                            | 24-02-1944   | "Nederlands-Indië - luchtgevecht met sterkere tegenstander." |
| 135   |                                             | 24-02-1944   | |
| 136   | A.P.C.C. Kerkhoven                          | 24-02-1944   | "Nederlands-Indië - luchtgevecht met sterkere tegenstander." |
| 137   | Ch. Busser                                  | 02-03-1944   | "Zuidoost-Azië - uitvoeren 31 gevechtsopdrachten, zwaar beschadigd vliegtuig teruggebracht." |
| 138   | A. Hamelink                                 | 02-03-1944   | "West-Europa - aanval op Brest, met zware verwondingen de gewonde vlieger bijgestaan en vlucht volbracht." |
| 139   | W. Kauwenberg                               | 02-03-1944   | "West-Europa - aanval op Brest, met zware verwondingen aan dij en arm zijn plicht volbracht." |
| 140   | William Otto Pierre Regina Aernout          | a21-03-1944  | later ingetrokken en vervangen door Bronzen Leeuw (130) |
| 141   |                                             | 21-03-1944   | |
| 142   |                                             | 21-03-1944   | |
| 143   |                                             | 21-03-1944   | |
| 144   | Gerrit van den End                          | 21-03-1944   | Postuum verkregen. Met Eervolle vermelding later vervangen door Bronzen Leeuw. |
| 145   | Pieter Mahu                                 | 21-03-1944   | vliegboot X17, Marine Luchtvaartdienst, Sergeant-vlieger. Vliegerkruis met Eervolle vermelding is later ingetrokken en vervangen door de Bronzen Leeuw. |
| 146   | Frits Julius Wissel                         | 21-03-1944   | Reserve-Eerste Luitenant-Vlieger. "Nederlands-Indië - aanval op schepen / mijnenleggen." |
| 147   | Jacob Laurens den Hollander                 | 21-03-1944   | Marine Luchtvaartdienst, Officier-vlieger der Eerste Klasse. Tweede vliegerkruis ontvangen op 8 november 1946. |
| 148   | Hendrik Polderman                           | 21-03-1944   | "Nederlands-Indië - talrijke oorlogsvluchten." Ontvanger van de Distinguished Flying Cross. |
| 149   | R.L. van Es                                 | 21-03-1944   | "Nederlands-Indië - oorlogsvluchten en redden van drenkelingen." |
| 150   | J. Harkema                                  | 21-03-1944   | Postuum verleend. Zeemansgraf. "Nederlands-Indië - oorlogsvluchten / redden drenkelingen." |
| 151   | L.H. Polak                                  | 21-03-1944   | "Nederlands-Indië - oorlogsvluchten / beschadigd teruggekeerd." |
| 152   | W.A.C.T. van Herwaarden                     | 21-03-1944   | "Nederlands-Indië - oorlogs- en verkenningsvluchten / redden van drenkelingen." |
| 153   | Hendrik van Donkelaar                       | 24-02-1944   | "Nederlands-Indië - luchtgevecht met sterkere tegenstander." |
| 154   | Robert Norman Bateson                       | 20-04-1944   | 613 Squadron RAF, Wing Commander (Luitenant-Kolonel-Vlieger) |
| 155   | Johan Nicolaas Mulder                       | 04-05-1944   | 320 Dutch Squadron RAF, Eerste Luitenant. "West-Europa - in oorlogsvluchten blijk gegeven van moed, bekwaamheid, volharding en plichtsbetrachting.." |
| 156   | Gerrit van der Wolf                         | 04-05-1944   | 320 Dutch Squadron RAF, Eerste Luitenant |
| 157   | Alphons Loohuizen                           | 04-05-1944   | "West-Europa - in oorlogsvluchten blijk gegeven van moed, bekwaamheid, volharding en plichtsbetrachting." |
| 158   | H.L.H. Hamilton of Silverton Hill           | 04-05-1944   | 320 Dutch Squadron RAF, Reserve-eerste luitenant-vlieger |
| 159   | A. Bevelander                               | 04-05-1944   | Koninklijke Marine, Marine Luchtvaartdienst, Reserve-tweede luitenant-vlieger-waarnemer. "West-Europa - in oorlogsvluchten blijk gegeven van moed, bekwaamheid, volharding en plichtsbetrachting." |
| 160   | F. ter Braak                                | 04-05-1944   | Koninklijke Marine, Marine Luchtvaartdienst, Reserve tweede luitenant-vlieger-waarnemer |
| 161   | Johannes Wijnandus Schrijvers               | 04-05-1944   | |
| 162   |                                             | 04-05-1944   | |
| 163   | Hendrik Antoon Rauws                        | 04-05-1944   | |
| 164   | W. Smit                                     | 04-05-1944   | |
| 165   | E. Hoenson                                  | 04-05-1944   | Verkregen tijdens in dienst zijnde van de R.A.F. |
| 166   | Geert Emmens                                | 04-05-1944   | 320 Dutch Squadron RAF |
| 167   | Johannes Clijnk                             | 04-05-1944   | "West-Europa - in oorlogsvluchten blijk gegeven van moed, bekwaamheid, volharding en plichtsbetrachting." |
| 168   | Arie Stuurman                               | 04-05-1944   | |
| 169   | Albert Otten                                | 04-05-1944   | "West-Europa - in oorlogsvluchten blijk gegeven van moed, bekwaamheid, volharding en plichtsbetrachting." |
| 170   | Louis van den Akker                         | 04-05-1944   | Koninklijke Marine, Marine Luchtvaartdienst, Reserve-sergeant-vlieger. "West-Europa - in oorlogsvluchten blijk gegeven van moed, bekwaamheid, volharding en plichtsbetrachting." |
| 171   | Andreas Amsterdam                           | 26-05-1944   | 320 Dutch Squadron RAF, Reserve-eerste Luitenant. |
| 172   | Harke Nienhuis                              | 26-05-1944   | 320 Dutch Squadron RAF, Reserve-eerste Luitenant Vlieger |
| 173   | Hendricus Jacobus Voorspuij                 | 26-05-1944   | |
| 174   | Evert Jan Wils                              | 26-05-1944   | |
| 175   | Derk Mathijs Gombert                        | 26-05-1944   | "West-Europa - in oorlogsvluchten blijk gegeven van moed, bekwaamheid, volharding en plichtsbetrachting." |
| 176   | August Karel Knapp                          | 26-05-1944   | Officier-vlieger der 3e klasse van speciale diensten der Koninklijke Marine Reserve |
| 177   | A.J. de Haan                                | 26-05-1944   | 320 Dutch Squadron RAF, Officier-vlieger der 3e klasse van speciale diensten der Koninklijke Marine Reserve |
| 178   | Antonius Cornelis Maria de Ruyter           | 26-05-1944   | |
| 179   | H.G. Anemeat                                | 26-05-1944   | 320 Dutch Squadron RAF, Sergeant-vliegtuigtelegrafist |
| 180   | Herman Geraets                              | 26-05-1944   | "West-Europa - in oorlogsvluchten blijk gegeven van moed, bekwaamheid, volharding en plichtsbetrachting." |
| 181   | Hermanus Josephus Aloysius C. Arens         | 06-07-1944   | Eerste van twee vliegerkruizen. Tweede ontvangen op 9 december 1949, zie 599. |
| 182   | W.C. Rogers                                 | 13-07-1944   | "Pearl Harbour - Nederlands-Indië - Koepang - gevaarlijke vlucht (met de inspecteur der Militaire Luchtvaart)." |
| 183   | H.S. Huntindon                              | 06-07-1944   | "Pearl Harbour - Nederlands-Indië - Koepang - gevaarlijke vlucht (met de inspecteur der Militaire Luchtvaart)." |
| 184   | F. Basista                                  | 06-07-1944   | US Navy, Pearl Harbor, Ned.Indië, Koepang |
| 185   | R.S. Svoboda                                | 06-07-1944   | US Navy, ingezet: Pearl Harbor - Nederlands-Indië - Koepang. |
| 186   |                                             |              | |
| 187   | Jan Govert Roosenburg                       | 13 juli 1944 | "West-Europa - in oorlogsvluchten blijk gegeven van moed, bekwaamheid, volharding en plichtsbetrachting." |
| 188   | G.O.J.A. Nuessink                           | 13 juli 1944 | Officier-vlieger der 2e klasse van speciale diensten der Koninklijke Marine Reserve. "West-Europa - in oorlogsvluchten blijk gegeven van moed, bekwaamheid, volharding en plichtsbetrachting." |
| 189   | Jan Grader                                  | 13 juli 1944 | "West-Europa - in oorlogsvluchten blijk gegeven van moed, bekwaamheid, volharding en plichtsbetrachting." |
| 190   | Kees Waardenburg                            | 13 juli 1944 | Ontvanger van de Distinguished Flying Cross. |
| 191   | Erik Cornelis Loeff                         | 13 juli 1944 | Ontvanger van de Distinguished Flying Cross. |
| 192   | Adriaan van Manschot                        | 13-07-1944   | 320 Dutch Squadron RAF, Officier-vlieger der derde Klasse. |
| 193   | Frans Albert Jan Prinsen                    |              | |
| 194   | G.A. van Leeuwen                            | 20-07-1944   | "West-Europa - in oorlogsvluchten blijk gegeven van moed, bekwaamheid, volharding en plichtsbetrachting." |
| 195   | Dirk van Dijk                               | 20-07-1944   | |
| 196   | Koenraad de Vos                             | 20-07-1944   | |
| 197   | L. Koops                                    | 20-07-1944   | |
| 198   | ir. Johan Henri van Emden                   | 20-07-1944   | "West-Europa - in oorlogsvluchten blijk gegeven van moed, bekwaamheid, volharding en plichtsbetrachting." |
| 199   | Henricus Johannes Eliza van der Kop         | 20-07-1944   | 320 Dutch Squadron RAF |
| 200   | Jolle Maurits Pieter Clay                   | 20-07-1944   | "West-Europa - in oorlogsvluchten blijk gegeven van moed, bekwaamheid, volharding en plichtsbetrachting." |
| 201   | Jan Piet Oele                               | 20-07-1944   | "West-Europa - in oorlogsvluchten blijk gegeven van moed, bekwaamheid, volharding en plichtsbetrachting.." |
| 202   | Louis Theodore Limbosch                     | 20-07-1944   | "West-Europa - in oorlogsvluchten blijk gegeven van moed, bekwaamheid, volharding en plichtsbetrachting." |
| 203   | Jan Willem Arriëns                          | 20-07-1944   | 320 Dutch Squadron RAF, Officier-zeewaarnemer der Derde Klasse. Ontvanger van de Distinguished Flying Cross. |
| 204   | Thomas van Dijk                             | 20-07-1944   | |
| 205   | Jaap Lub                                    | 20-07-1944   | Sergeant-vliegtuigschutter. "West-Europa - in oorlogsvluchten blijk gegeven van moed, bekwaamheid, volharding en plichtsbetrachting." |
| 206   | Willem Jacobus Reijnierse                   | 03-08-1944   | Tweede van drie vliegerkruizen. Eerste op 19 november 1942 en derde op 7 maart 1947. Tevens ontvanger van de AFC. |
| 207   |                                             | 03-08-1944   | |
| 208   | W.P. Hamers                                 | 03-08-1944   | Tweede Vliegerkruis. "Ceylon - 63 operationele vluchten (855 dag- en nachtvlieguren)." |
| 209   |                                             |              | |
| 210   | Gerard Frouko Venema                        | 03-08-1944   | Tweede vliegerkruis. Eerste ontvangen op 2 september 1942. |
| 211   | Gerard Frederik Rijnders                    | 03-08-1944   | "Australië / Ceylon - 60 operationele vluchten (752 dag- en nachtvlieguren)." |
| 212   | A.J. de Bruijn                              | 03-08-1944   | "Nederlands-Indië / Ceylon / Australië - vele operationele vluchten als vliegtuig-en detachementscommandant." |
| 213   |                                             |              | |
| 214   | H. Lamme                                    | 03-08-1944   | Tweede Vliegerkruis. "Ceylon - 84 operationele vluchten (1.010 dag- en nachtvlieguren)." |
| 215   | J. van der Tol                              | 03-08-1944   | Tweede Vliegerkruis. "Brits-Indië / Australië - oorlogsvluchten gedurende geruime tijd." |
| 216   | L. Rijkers                                  | 03-08-1944   | Tweede Vliegerkruis. |
| 217   | W.G. Heijneker                              | 03-08-1944   | Tweede Vliegerkruis. "Ceylon - 55 operationele vluchten (650 dag- en nachtvlieguren)." |
| 218   | H. Kramer                                   | 03-08-1944   | "Ceylon / Zuid-Afrika / Australië - 60 operationele vluchten (775 dag- en nachtvlieguren)." |
| 219   | S.G. Duijts                                 | 03-08-1944   | "Golf van Bengalen - luchtverkenningen, 48 operationele vluchten (600 dag- en nachtvlieguren)." |
| 220   | A. van der Hoeden                           | 03-08-1944   | Tweede vliegerkruis. Eerste ontvangen op 10 juni 1942. "Ceylon / Indische Oceaan - 54 operationele vluchten (740 dag- en nachtvlieguren)." |
| 221   | J. Craamer                                  | 03-08-1944   | "Nederlands-Indië - oorlogsvluchten-operationele vluchten." |
| 222   | Arent Winter Witholt                        | 03-08-1944   | . Bestuurder van de Koninklijke Luchtvaart Maatschappij (KLM). "Nederlands-Indië / Ceylon - zeer vele operationele vluchten (850 dag- en nachtvlieguren)." |
| 223   | H.P. Valk                                   | 03-08-1944   | Koninklijke Marine, Marine Luchtvaartdienst, Luitenant-ter-zee der 2e klasse der Koninklijke Marine Reserve. |
| 224   | P. Jaapies                                  | 03-08-1944   | Tweede vliegerkruis. Eerste ontvangen op 19 november 1942. |
| 225   | J.C. Petschi                                | 03-08-1944   | "Nederlands-Indië / Ceylon - 55 operationele vluchten (810 dag- en nachtvlieguren)." |
| 226   | J.F.C.M. van den Bogaard                    | 03-08-1944   | "Nederlands-Indië / Ceylon / Zuid-Afrika - aanval op onderzeeboot." |
| 227   |                                             | 03-08-1944   | |
| 228   | L.C. Kuiken                                 | 03-08-1944   | "Nederlands-Indië / Ceylon - 58 operationele vluchten (795 dag- en nachtvlieguren)." |
| 229   | A.E.H. Bijkerk                              | 03-08-1944   | "Nederlands-Indië / Ceylon - 68 operationele vluchten (1.040 dag- en nachtvlieguren)." |
| 230   | William Otto Pierre Regina Aernout          | 03-08-1944   | Koninklijke Marine, Marine Luchtvaartdienst, Officier-vlieger der 2e klasse. "Ceylon / Australië / Zuid-Arabië - oorlogsvluchten, 54 operationele vluchten (770 dag- en nachtvlieguren)." |
| 231   | J.W.N. Cramer                               | 03-08-1944   | "Nederlands-Indië / Ceylon / Zuid-Afrika - oorlogsvluchten." |
| 232   | Johannes Vonk                               | 03-08-1944   | 321 Dutch Squadron RAF, Officier-vlieger der Tweede Klasse |
| 233   | H.M. Juta                                   | 03-08-1944   | "Nederlands-Indië / Ceylon - 55 operationele vluchten (580 dag- en nachtvlieguren)." |
| 234   | Jan Adriaanse                               | 03-08-1944   | Eerste van twee vliegerkruizen. Tweede ontvangen op 8 augustus 1945. |
| 235   | Benny Eric Abbink                           | 03-08-1944   | 321 Dutch Squadron RAF, Sergeant-Vlieger |
| 236   | B.J. de Jager                               | 03-08-1944   | Sergeant-vlieger. "Nederlands-Indië / Ceylon / Zuid-Afrika - 87 operationele vluchten (1.122 dag- en nachtvlieguren)." |
| 237   | J.J. van der Plassche                       | 03-08-1944   | "Nederlands-Indië / Ceylon / Zuid-Afrika / Zuid-Arabië - 66 operationele vluchten (850 dag- en nachtvlieguren)." |
| 238   |                                             | 03-08-1944   | |
| 239   | H.C. Feree                                  | 03-08-1944   | "Nederlands-Indië / Ceylon / Zuid-Afrika - 63 operationele vluchten." |
| 240   | H.C.W. Knip                                 | 03-08-1944   | "Nederlands-Indië / Ceylon - 90 operationele vluchten (825 dag- en nachtvlieguren)." |
| 241   | Gerrit Johannes Philippus Dieterich         | 03-08-1944   | 321 Dutch Squadron RAF, Sergeant-Vliegtuigmaker |
| 242   | F.A. van Hulssen                            | 03-08-1944   | "Nederlands-Indië / Ceylon / Zuid-Afrika - 66 operationele vluchten (810 dag- en nachtvlieguren)." |
| 243   |                                             | 03-08-1944   | |
| 244   |                                             | 03-08-1944   | |
| 245   | J. van Beeren                               | 03-08-1944   | "Nederlands-Indië / Ceylon / Zuid-Afrika / Zuid-Arabië - 56 operationele vluchten (730 dag- en nachtvlieguren)." |
| 246   | P. Brouwer                                  | 03-08-1944   | "Nederlands-Indië / Ceylon - 85 operationele vluchten (1.050 dag- en nachtvlieguren)." |
| 247   | W.A. de Lege                                | 03-08-1944   | "Nederlands-Indië / Ceylon / Zuid-Afrika / Zuid-Arabië - 63 operationele vluchten (achthonderd dag- en nachtvlieguren)." |
| 248   | L. Schwartz                                 | 03-08-1944   | |
| 249   | Y.W. Heyligers                              | 03-08-1944   | Korporaal-vliegtuigmaker. "Nederlands-Indië / Ceylon - 57 operationele vluchten (675 dag- en nachtvlieguren)." |
| 250   | M.W. Noothout                               | 03-08-1944   | "Nederlands-Indië / Ceylon / Zuid-Arabië - 54 operationele vluchten (665 dag- en nachtvlieguren)." |
| 251   | Daniel Oscar Jan Coronel                    | 03-08-1944   | 321 Dutch Squadron RAF, |
| ?     | W.K. Verheij                                | 10-08-1944   | |
| 252   | C. Bastiaenen                               | 10-08-1944   | "West-Europa - in oorlogsvluchten blijk gegeven van moed, bekwaamheid, volharding en plichtsbetrachting." |
| 253   | Thijs Martinus Emous                        | 10-08-1944   | Officier-zeewaarnemer der 3e klasse der Koninklijke Marine Reserve |
| 254   | B. Hmelnitsky                               | 10-08-1944   | "West-Europa - in oorlogsvluchten blijk gegeven van moed, bekwaamheid, volharding en plichtsbetrachting." |
| 255   | Johan Gerard Wallis de Vries                | 10-08-1944   | |
| 256   | Willem Karel Verheij                        | 10-08-1944   | |
| 257   | L.N. Keizer                                 | 10-08-1944   | |
| 258   | Louis Bernet                                | 10-08-1944   | 320 Dutch Squadron RAF, Sergeant-Vliegtuigtelegrafist |
| 259   | Aalbartus Beukhof                           | 10-08-1944   | 320 Dutch Squadron RAF, Sergeant-vliegtuigschutter. "West-Europa - in 98 oorlogsvluchten blijk gegeven van moed, bekwaamheid, volharding en plichtsbetrachting." |
| 260   | Thijs Martinus Blunt                        | 10-08-1944   | |
| 261   | Wilhelmus Laurentius van Steijn             |              | |
| 262   | F. Bouma                                    | 14-09-1944   | "West-Europa - in oorlogsvluchten blijk gegeven van moed, bekwaamheid, volharding en plichtsbetrachting." |
| 263   | Frederik Johannes Vijzelaar                 | 14-09-1944   | "West-Europa - in oorlogsvluchten blijk gegeven van moed, bekwaamheid, volharding en plichtsbetrachting." |
| 264   | A.W. Heezemans                              | 14-09-1944   | Reserve-tweede luitenant-waarnemer |
| 265   | Lodewijk van der Burg                       | 14-09-1944   | Officier-vlieger der 2e klasse. |
| 266   | Hendrik Maas                                | 14-09-1944   | Officier-zeewaarnemer der 3e klasse der Koninklijke Marine Reserve. |
| 267   | W.P. Anema                                  | 14-09-1944   | Koninklijke Marine, Marine Luchtvaartdienst, Reserve-sergeant-waarnemer. |
| 268   | Hein Frederik Gerard Alting                 | 14-09-1944   | "West-Europa - in oorlogsvluchten blijk gegeven van moed, bekwaamheid, volharding en plichtsbetrachting." |
| 269   | J.H. Antonie                                | 14-09-1944   | Koninklijke Marine, Marine Luchtvaartdienst, Sergeant-vliegtuigtelegrafist. |
| 270   | Jacob Sluyter                               |              | |
| 271   | Robert Hans de Rooij                        |              | |
| 272   | E.C. van Harselaar                          | 14-09-1944   | Sergeant-vliegtuigschutter |
| 273   | Willem Bijlsma                              | 14-09-1944   | Koninklijke Marine, Marine Luchtvaartdienst, Sergeant-vliegtuigschutter. 320 Dutch Squadron RAF |
| 274   | M. Engelsma                                 | 14-09-1944   | Sergeant-vliegtuigschutter zeemiliciën. |
| 275   | J.A. Kooren                                 | 14-09-1944   | |
| 276   | Sytse Marinus Doorenbos                     | 14-09-1944   | "West-Europa - in oorlogsvluchten blijk gegeven van moed, bekwaamheid, volharding en plichtsbetrachting." |
| 277   | Willem Christiaan Wijtman                   |              | |
| 278   | Hans Frederik Gans                          | 28-09-1944   | Sergeant-waarnemer |
| 279   | Joop Coebergh van den Braak                 | 28-09-1944   | "West-Europa - in oorlogsvluchten blijk gegeven van moed, bekwaamheid, volharding en plichtsbetrachting." |
| 280   | Frans Trieling                              | 28-09-1944   | |
| 281   | Pieter Wilhelmus Schuyl                     | 28-09-1944   | |
| 282   | Johannes Fransen                            | 28-09-1944   | "West-Europa - in oorlogsvluchten blijk gegeven van moed, bekwaamheid, volharding en plichtsbetrachting." |
| 283   | Jan van Arkel                               | 05-10-1944   | 322 Dutch Squadron RAF, Flight Lieutenant |
| 284   | J.L. Flinterman                             | 05-10-1944   | "West-Europa - oorlogsvluchten (negen maanden) blijk gegeven van moed, bekwaamheid, volharding en plichtsbetrachting." |
| 285   | Jaap 't Hart                                | 05-10-1944   | 156 Squadron RAF, Reserve 1ste Luitenant-Vlieger |
| 286   |                                             | 05-10-1944   | |
| 287   | Abraham Victor Wijnberg                     | 05-10-1944   | 640 Squadron RAF, Acting Flight Lieutenant (waarnemend Kapitein-vlieger) |
| 288   | Christiaan Johan Vlotman                    | 05-10-1944   | "West-Europa - luchtgevechten (12 maanden), blijk gegeven van moed, bekwaamheid, volharding en plichtsbetrachting waarbij 4 vijandelijke toestellen werden vernietigd." |
| 289   | Hugo Burgerhout                             | 12-10-1944   | 320 Dutch Squadron RAF, Hoofdofficier-vlieger der 2de klasse (Hoofdofficier-vlieger der 2de Klasse). Het Vliegerkruis en het Kruis van Verdienste werden later vervangen door de RMWO, uitgereikt op 11 december 1950 |
| 290   |                                             | 12-10-1944   | |
| 291   | R.L.G. Borgerhoff Mulder                    | 12-10-1944   | Officier-vlieger der 2e klasse van speciale diensten der Koninklijke Marine Reserve, "West-Europa - in oorlogsvluchten blijk gegeven van moed, bekwaamheid, volharding en plichtsbetrachting." |
| 292   | Johannes Kosten                             | 12-10-1944   | |
| 293   | Johannes Marinus Adolph Collee              | 12-10-1944   | 320 Dutch Squadron RAF |
| 294   | Johannes Vink                               | 12-10-1944   | |
| 295   | G.A.G. Pieters                              | 12-10-1944   | "West-Europa - in oorlogsvluchten blijk gegeven van moed, bekwaamheid, volharding en plichtsbetrachting." |
| 296   | Jan Kloos                                   | 12-10-1944   | |
| 297   | J.C. de Groot                               | 12-10-1944   | |
| 298   | Johan Hendrik Donath                        | 12-10-1944   | "West-Europa - in oorlogsvluchten blijk gegeven van moed, bekwaamheid, volharding en plichtsbetrachting." |
| 299   | Jacob Lieuwen                               | 12-10-1944   | 320 Dutch Squadron RAF, Sergeant-vliegtuigtelegrafist. Verkregen voor oorlogsvluchten boven West-Europa. |
| 300   |                                             | 12-10-1944   | |
| 301   | Charles Jean de Vries Humèl                 | 12-10-1944   | |
| 302   | Frederik Immanuel Meijer                    | 12-10-1944   | "West-Europa - in oorlogsvluchten blijk gegeven van moed, bekwaamheid, volharding en plichtsbetrachting." |
| 303   | Gilles Almekinders                          | 12-10-1944   | 320 Dutch Squadron RAF, "West-Europa - in oorlogsvluchten blijk gegeven van moed, bekwaamheid, volharding en plichtsbetrachting." |
| 304   | Frans Adolf Wouters                         | 12-10-1944   | 320 Dutch Squadron RAF, Sergeant-Vliegtuigschutter. Verkregen voor oorlogsvluchten boven West-Europa. |
| 305   | Reginald Overwijn                           | 20-10-1944   | 320 Dutch Squadron RAF, Sergeant-vlieger |
| 306   | Norbert Macaré                              | 20-10-1944   | Sergeant-vliegtuigschutter zeemiliciën. |
| 307   | Wouter Roukema                              | 20-10-1944   | |
| 308   | R.O. Jansen                                 | 20-10-1944   | KNIL, Sergeant-majoor-luchtvaartradiotelegrafist. "Zuidwest-Pacific - succesvolle opdrachten-37 operationele vluchten (222 vlieguren)." |
| 309   | Maurice Goudeketting                        | 20-10-1944   | |
| 310   | Tamme Wittermans                            | 20-10-1944   | |
| 311   | Jan Carel van der Puil                      | 20-10-1944   | |
| 312   | C. de Jong                                  | 20-10-1944   | "West-Europa - in oorlogsvluchten blijk gegeven van moed, bekwaamheid, volharding en plichtsbetrachting." |
| 313   | Albertus Johannes Wams                      | 20-10-1944   | |
| 314   | G. Hofman                                   | 20-10-1944   | 320 Dutch Squadron RAF, Sergeant-vliegtuigschutter |
| 315   | Dirk Lucas Asjes                            | 21-12-1944   | 18 Squadron RAF, |
| 316   | F. van Breemen                              | 21-12-1944   | "Australië / Java - 1e-en 2e pamflettenvlucht omgeving Batavia / Soerabaja / Tjilatap." |
| 317   |                                             |              | |
| 318   | G. Cooke                                    | 21-12-1944   | Tweede van drie vliegerkruizen. Eerste werd ontvangen in 1942 en derde ontvangen op 28 februari 1952. |
| 319   |                                             |              | |
| 320   |                                             |              | |
| 321   |                                             |              | |
| 322   |                                             |              | |
| 323   |                                             |              | |
| 324   |                                             |              | |
| 325   |                                             |              | |
| 326   | J.H. Maas                                   | 21-12-1944   | Tweede vliegerkruis. 320 Dutch Squadron RAF, Reserve-Sergeant vlieger |
| 327   | Gerard Mol                                  | 21-12-1944   | "West-Europa - in oorlogsvluchten blijk gegeven van moed, bekwaamheid, volharding en plichtsbetrachting." |
| 328   | G. Claassen                                 | 21-12-1944   | 320 Dutch Squadron RAF |
| 329   | André Hissink                               | 21-12-1944   | Officier-zeewaarnemer der 2e klasse der Koninklijke Marine Reserve |
| 330   | B.A.A. van Berkum                           | 21-12-1944   | "West-Europa - in oorlogsvluchten blijk gegeven van moed, bekwaamheid, volharding en plichtsbetrachting." |
| 331   | Jacobus Johannes Gart                       | 21-12-1944   | Koninklijke Marine, Marine Luchtvaartdienst, Reserve-sergeant-vlieger |
| 332   | A.L. Diets                                  | 21-12-1944   | Koninklijke Marine, Marine Luchtvaartdienst, 320 Dutch Squadron RAF, Sergeant-vliegtuigtelegrafist. |
| 333   | Alfred Hugo Weijsters                       |              | |
| 334   | Jhr R.A. Steengracht van Moyland            | 18-01-1945   | |
| 335   | G.A. van Dam Merrett                        | 18-01-1945   | "West-Europa - in oorlogsvluchten blijk gegeven van moed, bekwaamheid, volharding en plichtsbetrachting." |
| 336   | Maarten JKornelis van Gelderen              | 18-01-1945   | Koninklijke Marine, Marine Luchtvaartdienst, 320 Dutch Squadron RAF, Sergeant-vliegtuigschutter zeemiliciën. |
| 337   | Paul Hugo Ferdinand Rast                    | 18-01-1945   | |
| 338   | Teddy Aartsen                               | 18-01-1945   | 320 Dutch Squadron RAF |
| 339   | M. van Hassel                               | 18-01-1945   | "West-Europa - in oorlogsvluchten blijk gegeven van moed, bekwaamheid, volharding en plichtsbetrachting." |
| 340   | Frederik Theodorus Cornelis Voogt           | 18-01-1945   | Verkregen tijdens in dienst zijnde van de R.A.F. |
| 341   | Philip Mokkenstorm                          | 18-01-1945   | Dienstplichtig korporaal-vliegtuigtelegrafist. "West-Europa - in oorlogsvluchten blijk gegeven van moed, bekwaamheid, volharding en plichtsbetrachting." |
| 342   | Carden William Hutchinson                   | 24-02-1945   | RAAF, Warrant Officer (Vaandrig) |
| 343   | G. Cooke                                    | 24-02-1945   | Tweede van drie vliegerkruizen. Eerste ontvangen in 1942 en derde ontvangen op 28 februari 1952. Tweede van in totaal drie vliegerkruizen. |
| 344   | A. Hagers                                   | 24-02-1945   | "Australië / Java - 1e pamflettenvlucht naar Java, waarbij aanval op paleis voormalig gouverneur-generaal." |
| 345   | A.J. van der Heiden                         | 24-02-1945   | Tweede Vliegerkruis. Sergeant-majoor-vlieger |
| 346   | T. Elink Schuurman                          | 24-02-1945   | "Australië / Java - 1e pamflettenvlucht naar Java, waarbij aanval op paleis voormalig gouverneur-generaal." |
| 347   | Jim van Praag                               | 24-02-1945   | |
| 348   | J.G.M. van Neer                             | 24-02-1945   | "Australië / Java - 1e pamflettenvlucht naar Java, waarbij aanval op paleis voormalig gouverneur-generaal." |
| 349   | Dick Stellema                               | 24-02-1945   | |
| 350   | H.F. van der Heyden                         | 24-02-1945   | Sergeant-vliegtuigtelegrafist |
| 351   | A. Kanters                                  | 24-02-1945   | "Australië / Java - 1e pamflettenvlucht naar Java, waarbij aanval op paleis voormalig gouverneur-generaal." |
| 352   |                                             | 24-02-1945   | |
| 353   | A.P. van der Spek                           | 24-02-1945   | West Europa - in oorlogvluchten blijk gegeven van moed, bekwaamheid, volharding en plichtsbetrachting. 320 Dutch Squadron RAF |
| 354   | J. Bode                                     | 24-02-1945   | "West-Europa - in oorlogsvluchten blijk gegeven van moed, bekwaamheid, volharding en plichtsbetrachting." |
| 355   | H.V. Hendriks                               | 24-02-1945   | 320 Dutch Squadron RAF |
| 356   | A. Höfelt                                   | 30-03-1945   | Tweemaal één Koninklijk Besluit. "Nederlands-Indië - Davao, moed en beleidvol optreden bij deelname aan bomaanvallen waarbij onder meer een tanker in brand is geschoten." |
| 356-A | A. Höfelt                                   | 30-03-1945   | Tweede Vliegerkruis. 321 Dutch Squadron RAF. "Ceylon / in 107 oorlogsvluchten (1.400 vlieguren) blijk gegeven van moed, bekwaamheid, volharding en plichtsbetrachting." |
| 357   | H.E. Moquette                               | 05-04-1945   | "Nederlands-Indië - in talrijke oorlogsvluchten blijk gegeven van moed, bekwaamheid, volharding en plichtsbetrachting." |
| 358   | Wilhelmus de Wolff                          | 08-05-1945   | 322 Dutch Squadron RAF, Reserve-Kapitein-Vlieger. |
| 359   | L.M. Meijers                                | 08-05-1945   | West-Europa - vele gevechtsvluchten (6 maanden) waarbij geslaagde duikbombardementen op vijandelijke doelen. |
| 360   | M.A. Bierens de Haan                        | 08-05-1945   | Royal Air Force, Bomber Command, Wapen der Militaire Luchtvaart, Reserve-eerste luitenant-vlieger. "West-Europa - bombardementsvluchten (4 maanden) waarbij geslaagde duikbombardementen op vijandelijke doelen." |
| 361   | Gerrit Jan ten Duis                         | 08-05-1945   | 149 Squadron RAF, Reserve 1ste Luitenant-Vlieger |
| 362   | Jelle Zoethout                              | 08-05-1945   | West-Europa - in vele oorlogsvluchten gedurenden 14 maanden blijk gegeven van moed, bekwaamheid, volharding en plichtsbetrachting tegen vijandelijke duikboten. |
| 363   | Willem Bierenbroodspot                      | 12-05-1945   | 320 Dutch Squadron RAF, Luitenant-ter-Zee 1e Klasse |
| 364   | J.M.P. Bongaerts                            | 12-05-1945   | Koninklijke Marine, Marine Luchtvaartdienst, Officier-vlieger der 2e klasse der Koninklijke Marine Reserve. |
| 365   | Theodorus Johannes Maria Gruter             | 12-05-1945   | "West-Europa - in oorlogsvluchten blijk gegeven van moed, bekwaamheid, volharding en plichtsbetrachting." |
| 366   | T.A.K. de Roo                               | 12-05-1945   | |
| 367   | Raphaël Morpurgo                            | 12-05-1945   | 320 Dutch Squadron RAF, Reserve tweede luitenant-luchtschutter |
| 368   | Jan Heino Hommes                            | 12-05-1945   | 320 Dutch Squadron RAF, Reserve-tweede luitenant-waarnemer. |
| 369   | J. Bootsma                                  | 12-05-1945   | Postuum verleend. Sergeant-zeewaarnemer zeemiliciën. |
| 370   | Louis Koymans                               | 12-05-1945   | |
| 371   | Abraham Citroen                             | 12-05-1945   | "West-Europa - in oorlogsvluchten blijk gegeven van moed, bekwaamheid, volharding en plichtsbetrachting." |
| 372   | Theodorus Ut                                | 12-05-1945   | |
| 373   | Max Adrianus Geerlofs                       | 12-05-1945   | "West-Europa - in oorlogsvluchten blijk gegeven van moed, bekwaamheid, volharding en plichtsbetrachting." |
| 374   | Constantijn Nicolaas Gabeler                | 12-05-1945   | "West-Europa - in oorlogsvluchten blijk gegeven van moed, bekwaamheid, volharding en plichtsbetrachting." |
| 375   | Arend Henk van Strieland                    | 12-05-1945   | |
| 376   |                                             | 12-05-1945   | |
| 377   | Wouter van de Waal                          | 12-05-1945   | |
| 378   | Johan Willem de Bruyn Kops                  | 12-05-1945   | 320 Dutch Squadron RAF, Coastal Command, Reserve sergeant vlieger der Marine Luchtvaartdienst |
| 379   | Hans Pino                                   | 12-05-1945   | |
| 380   | Jacques Erwteman                            | 02-06-1945   | "West-Europa - in oorlogsvluchten blijk gegeven van moed, bekwaamheid, volharding en plichtsbetrachting." |
| 381   | A.M. Hecht                                  | 02-06-1945   | |
| 382   | A.C. van Haers                              | 2 juni 1945  | |
| 383   | A.W.V.M. Hellegers                          | 02-06-1945   | 320 Dutch Squadron RAF, "West-Europa - in oorlogsvluchten blijk gegeven van moed, bekwaamheid, volharding en plichtsbetrachting." |
| 384   | Gerard Volkersz                             | 02-06-1945   | Officier-Vlieger 2e Klasse, gevechtsvluchten vanaf vliegdekschepen |
| 385   | H. de Wit                                   | 02-06-1945   | "Oorlogsvluchten als jachtvlieger vanaf Britse vliegkampschepen of ingedeeld bij Britse squadrons." Ontvanger van de Distinguished Service Cross. |
| 386   | Charles Alphons Marie Poublon               | 02-06-1945   | Fleet Air Arm. |
| 387   | W.A. Limque                                 | 02-06-1945   | "Oorlogsvluchten als jachtvlieger vanaf Britse vliegkampschepen of ingedeeld bij Britse squadrons." Tijdelijk Verband; overleden door van een vliegongeval in Voorhout. |
| 388   | W. Saltykoff                                | 02-06-1945   | "Oorlogsvluchten als jachtvlieger vanaf Britse vliegkampschepen of ingedeeld bij Britse squadrons." Drager van de Distinguished Service Cross. |
| 389   | G.H. Greve                                  | 02-06-1945   | 1840 Squadron/800 Squadron, oorlogsvluchten als jachtvlieger vanaf Britse vliegkampschepen of ingedeeld bij Britse squadrons. |
| 390   | Pieter Adrian Cramerus                      | 16-06-1945   | 322 Squadron RNAF, Reserve-eerste luitenant-vlieger-waarnemer. |
| 391   | M.J. (Peuter) Janssen                       | 16-06-1945   | 322 Squadron RNAF, Sergeant Majoor-vlieger-waarnemer. |
| 392   | Frank C. Griffith                           | 03-07-1945   | 138 Squadron, Wing Commander. "West-Europa - dropping van geheimagenten boven bezet Nederland." |
| 393   | Cecil Gordon Scott Robinson                 | 03-07-1945   | RAF, |
| 394   | John Beech Austin                           | 03-07-1945   | 138 Squadron RAF, Acting Flight Lieutenant, Volunteer Reserve |
| 395   | Kenneth Harold William Dodkins              | 03-07-1945   | [ 364 ] |
| 396   | James Leslie William Wagland                | 03-07-1945   | Acting Squadron Leader bij de RAF Volunteer Reserve |
| 397   | Reginald Eric Wilkinson                     | 03-07-1945   | Squadron Leider. |
| 398   | O.A. Cussen                                 | 03-07-1945   | RAF Gibraltar, |
| 399   | Alfred John Delaune Ruttledge               | 03-07-1945   | Royal Canadian Air Force, Flight lieutenant |
| 400   | John Robert Affleck                         | 03-07-1945   | RCAF, Acting Flight Lieutenant (waarnemend Kapitein-vlieger) |
| 401   | Harold Allen Walker                         | 03-07-1945   | 138 Squadron RCAF, Flight Lieutenant. |
| 402   | Ronald Morris                               | 03-07-1945   | . Ontvanger van de Distinguished Flying Cross. |
| 403   | Ernest Clow                                 | 03-07-1945   | [ 378 ] [ 379 ] |
| 404   | Harold Bertram Ibbatt                       | 03-07-1945   | 161 Squadron. Onderscheiden met het Distinguished Flying Cross. |
| 405   |                                             |              | |
| 406   | Maarten Quak                                |              | |
| 407   | Adolf Maurits Lempert                       | 26-07-1945   | "West-Europa - in oorlogsvluchten blijk gegeven van moed, bekwaamheid, volharding en plichtsbetrachting." |
| 408   | M. Leuw                                     | 26-07-1945   | "West-Europa - in oorlogsvluchten blijk gegeven van moed, bekwaamheid, volharding en plichtsbetrachting." |
| 409   | Bob Roll                                    |              | |
| 410   | Boy Thomann                                 | 26-07-1945   | |
| 411   | A.H. Wheeler                                | 31-07-1945   | Royal Air Force, Transport Command, Group captain |
| 412   | W.E. Surplice                               | 31-07-1945   | RAF Operation Market Garden |
| 413   | Ernest Leonard Archer                       | 31-07-1945   | 296 Squadon RAF, Acting Wing Commander (Waarnemend Luitenant-Kolonel-Vlieger), Operation Market Garden. |
| 414   | F.T. Cragg                                  | 31-07-1945   | Royal Air Force, Volunteer Reserve, Squadron leader |
| 415   | R.D. Daniell                                | 31-07-1945   | Royal Air Force Volunteer Reserve, Squadron leader |
| 416   | William Arnold Prest                        | 31-07-1945   | Royal Canadian Air Force, Squadron Leader |
| 417   | Basil Gerald Stapleton                      | 31-07-1945   | Royal Air Force, TH, Acting squadron leader |
| 418   | Elgin Gerald Ireland                        | 31-07-1945   | 411 City of York Squadron, RCAF, Flight Lieutenant (Kapitein-vlieger) |
| 419   | John Davidson Mitchner                      | 31-07-1945   | Royal Canadian Air Force, 421 (Red Indian) Squadron |
| 420   | Gordon Whitfield                            | 31-07-1945   | Acting Flight Lieutenant (waarnemend Kapitein-vlieger), Operation Market Garden. |
| 421   | Geoffrey Francis Gawith                     | 31-07-1945   | Royal Air Force, Volunteer Reserve, Transport Command, Flying officer |
| 422   | P.R. Watson                                 | 31-07-1945   | "Nederland - Arnhem - tijdens de gevechten van 17 tot 25 september initiatief, moed en volharding getoond." |
| 423   | James Fitzgibbon Ellis                      | 31-07-1945   | Verkregen tijdens in dienst zijnde van de R.A.F. |
| 424   | Douglas Stephen Sellars                     | 31-07-1945   | Verkregen tijdens in dienst zijnde van de R.A.F. |
| 425   | William Paul Stewart                        | 31-07-1945   | "Nederland - Arnhem - tijdens de gevechten van 17 tot 25 september initiatief, moed en volharding getoond." |
| 426   | Joseph Paul Emile De Champlain              | 31-07-1945   | Verkregen tijdens in dienst zijnde van de R.A.F. |
| 427   | Jan Adriaanse                               | 08-08-1945   | Tweede van twee vliegerkruizen. Eerste ontvangen op 3 augustus 1944. |
| 428   | H.C.W. Knip                                 | 08-08-1945   | Tweede Vliegerkruis. "Australië - operationele vluchten (3 maanden) / landingsoperaties (3x)." |
| 429   | Jacob Leeflang                              | 08-08-1945   | "Australië - oorlogsvluchten vluchten (7 maanden) / landingsoperaties (13x)." |
| 430   | H. Pieschel                                 | 08-08-1945   | "Australië - oorlogsvluchten vluchten (3 maanden) / landingsoperaties (3x)." |
| 431   | Godefridus Johannes Hendrikus Vullers       | 17-08-1945   | "West-Europa - in oorlogsvluchten blijk gegeven van moed, bekwaamheid, volharding en plichtsbetrachting." |
| 431-A | D. Brand                                    | 23-08-1945   | Eerste luitenant-vlieger-waarnemer, "West-Europa - in oorlogsvluchten blijk gegeven van moed, bekwaamheid, volharding en plichtsbetrachting." |
| 432   | Ferdinand Folef baron d'Aulnis de Bourouill | 06-09-1945   | Fleet Air Army, Royal Navy, Officier-Vlieger der Tweede Klasse. " Oorlogsvluchten als jachtvlieger vanaf Britse vliegkampschepen en voordien bij de Marine Luchtvaartdienst in Nederlands-Indië." |
| 433   | Robbert van Zinnicq Bergmann                | 22-09-1945   | Verkregen voor aanvallen op gronddoelen in Frankrijk, België en Nederland met de Typhoon in dienst van de R.A.F. |
| 434   | Erik Hazelhoff Roelfzema                    | 22-09-1945   | Verkregen voor aanvallen op gronddoelen in Frankrijk, België en Nederland met de Typhoon in dienst van de R.A.F. |
| 435   | R.F. van Daalen Wetters                     | 22-09-1945   | "West-Europa - in oorlogsvluchten blijk gegeven van moed, bekwaamheid, volharding en plichtsbetrachting." |
| 436   | J.W. Dekker                                 | 22-09-1945   | "West-Europa - in oorlogsvluchten blijk gegeven van moed, bekwaamheid, volharding en plichtsbetrachting." |
| 437   | G.F.J. Jongbloed                            | 22-09-1945   | Royal Air Force, Wapen der Militaire Luchtvaart, 322 Dutch Squadron RAF/131 Squadron |
| 438   | J.B.C.J.A. Arts                             | 22-09-1945   | "West-Europa - in oorlogsvluchten blijk gegeven van moed, bekwaamheid, volharding en plichtsbetrachting." |
| 439   | Jan Willem Theodore Bosch                   | 22-09-1945   | Eerste van twee vliegerkruizen. Tweede ontvangen op 4 november 1948. |
| 440   | Félicité Pierre André Heijnert              | 22-09-1945   | 159 Squadron. Ontvanger van de DFC. |
| 441   | Martinus Anton Muller                       | 22-09-1945   | "West-Europa - in oorlogsvluchten blijk gegeven van moed, bekwaamheid, volharding en plichtsbetrachting." |
| 442   | Hendrik Sinnema                             | 22-09-1945   | "West-Europa - 30 oorlogsvluchten (193 vlieguren)." Tevens de ontvanger van de hoge Engelse onderscheiding Distinguished Flying Cross. |
| 443   | Dirk Hagemeijer                             | 17-10-1945   | "West-Europa - in 53 oorlogsvluchten blijk gegeven van moed, bekwaamheid, volharding en plichtsbetrachting." |
| 445   | K.A. La Bree                                | 18-10-1945   | Officier-vlieger der 2e klasse |
| 446   | W.M. van den Bosch                          | 18-10-1945   | "Oorlogsvluchten als jachtvlieger bij het detachement vliegkampschepen." |
| 447   | H. Moekardanoe                              | 18-10-1945   | "Oorlogsvluchten als jachtvlieger bij het detachement vliegkampschepen." Via zij dochter in Bodegraven. |
| 448   | Jan Gijsbert Boon von Ochssée               | 18-10-1945   | 1840 Naval Air Squadron, Fleet Air Arm. |
| 449   |                                             |              | |
| 450   | J.E. Helfrich                               | 18-10-1945   | "Oorlogsvluchten als jachtvlieger bij het detachement vliegkampschepen." |

### 1946 t/m 1950
| Nr.   | Ontvanger                                      | Kon. Besluit | Bijzonderheden |
| ----- | ---------------------------------------------- | ------------ | --- |
| 451   | Marian Duryasz                                 | 31-10-1946   | Verkregen tijdens in dienst zijnde van de R.A.F.. "West-Europa - luchtoperaties boven Nederland met een squadron Poolse jachtvliegtuigen." |
| 452   | Tadeusz Sawicz                                 | 31-10-1946   | Verkregen tijdens in dienst zijnde van de R.A.F. |
| 453   | Marian Stefan Chelmecki                        | 31-10-1946   | RAFVR, Squadron Leader |
| 454   | Bolesław Jarkowski                             | 31-10-1946   | RAFVR, Squadron Leader. "West-Europa - luchtoperaties boven Nederland met een squadron Poolse jachtvliegtuigen onder andere tijdens voedseldroppings." |
| 455   | Karol Pniak                                    | 31-10-1946   | Verkregen tijdens in dienst zijnde van de R.A.F. |
| 456   | J. de Jong                                     | 31-01-1946   | "Australië / Java - geruime tijd deelgenomen aan succesvolle gevechtsvluchten - tweede pamflettenvlucht naar Java." (KB 31-1-1946/22) |
| 457   | G.J. Gerritsen                                 | 31-01-1946   | "Australië / Java - geruime tijd deelgenomen aan succesvolle gevechtsvluchten - tweede pamflettenvlucht naar Java." (KB 31-1-1946/22) |
| 458   | J.H. Harms                                     | 07-02-1946   | 322 Dutch Squadron RAF, Sergeant-majoor-vlieger. (KB 7-2-1946/48) |
| 459   | Willem de Vries (piloot)                       | 07-02-1946   | Royal Air Force, Wapen der Militaire Luchtvaart, 322 Squadron, Sergeant-majoor-vlieger (KB 7-2-1946/48) |
| 460   | Frederik ALexander van Valkenburg              | 07-02-1946   | "West-Europa - in oorlogsvluchten blijk gegeven van moed, bekwaamheid, volharding en plichtsbetrachting." (KB 7-2-1946/48) |
| 460-A | J.A. Plagis                                    | 09-02-1946   | "West-Europa - vele succesvolle operaties boven Nederland, waarbij hij een voorbeeld was voor de Nederlandse jachtvliegers die onder zijn bevel stonden." |
| 461   | Jan van der Tooren                             | 04-04-1946   | |
| 462   | Gerhard Johan Zegers de Beijl                  | 04-04-1946   | "Oorlogsvluchten in jachtvliegtuigen vanaf vliegkampschepen (aanval op Duits slagschip Tirpitz)." (KB 4-4-1946/28); tevens ontvanger van de hoge Engelse onderscheiding Distinguished Flying Cross (1945). |
| 463   | Eric Donald Govaars                            | 04-04-1946   | "Oorlogsvluchten bij detachering op vliegkampschepen." (KB 4-4-1946/28) |
| 463-A | Keith Cowie Kuhlman (1913)                     | 12-04-1946   | 322 Dutch Squadron RAF, DFC op 12 maart 1943 |
| 464   | Karel Fortunatus van Nouhuys                   | 20-04-1946   | "West-Europa - in oorlogsvluchten blijk gegeven van moed, bekwaamheid, volharding en plichtsbetrachting." |
| 464-A | Willem Henry Thorbecke                         | 27-04-1946   | "West-Europa - oorlogsvluchten" |
| 465   | Willy Künzel                                   | 06-05-1946   | Postuum verkregen. "Nederland - Waalhaven - luchtgevecht." |
| 467   | Wilhelmus Faber                                | 06-05-1946   | Postuum verleend. "Nederland - Ypenburg - luchtgevecht." |
| 468   | Fokke Groen                                    | 06-05-1946   | Postuum verleend. "Nederland - Waalhaven - luchtgevecht." |
| 469   | Willem Anceaux                                 | 06-05-1946   | Postuum verleend. |
| 470   | P.F. Bierema                                   | 06-05-1946   | Postuum verleend. "Nederland - Ypenburg - luchtgevecht." |
| 471   | J. Vonk                                        | 06-05-1946   | Postuum verleend. "Nederland - Ypenburg - luchtgevecht." |
| 472   | Leo Blommesteijn                               | 06-05-1946   | Postuum verleend. |
| 473   | Gerard Johan Ernst Scheepens                   | 06-05-1946   | Postuum verleend. "Nederland - Ypenburg - luchtgevecht." |
| 474   | Harry Pauw                                     | 06-05-1946   | Postuum verleend. |
| 475   | Gerrit Vermeulen                               | 06-05-1946   | |
| 476   | Frans Stoovelaar                               | 06-05-1946   | Postuum verleend. "Nederland - Waalhaven - luchtaanval." |
| 477   | Gerrit Hagen                                   | 06-05-1946   | Postuum verleend. |
| 477-A | Leo Ballangée                                  | 06-05-1946   | Postuum verleend. Landmacht, Wapen der Militaire Luchtvaart, 2e Luchtvaartregiment, 5e vliegtuiggroep, 3e jachtvliegtuigafdeling, Dienstplichtig korporaal-luchtschutter. |
| 477-B | Barend van Steenbergen                         | 06-05-1946   | Postuum verleend. "Nederland - Duiveland - luchtgevecht." |
| 477-C | Willem Rooseboom                               | 09-05-1946   | Postuum verleend. |
| 478   | Paul Cornelis Schoute                          | 09-05-1946   | Postuum verleend. "Nederland - luchtgevechten." (KB 6-5-1946/6) |
| 479   | Nicolaas Steenbeek                             | 09-05-1946   | Postuum verleend. |
| 480   | Frans Looijen                                  | 09-05-1946   | Postuum verleend. "Nederland - luchtgevechten."(KB 19-7-1946/6) |
| 481   | Joachem Wijnstra                               | 09-05-1946   | Postuum verleend. |
| 481-A | L.W. Martin                                    | 14-06-1946   | "West-Europa - in oorlogsvluchten blijk gegeven van moed, bekwaamheid, volharding en plichtsbetrachting." |
| 482   |                                                |              | |
| 483   |                                                |              | |
| 484   |                                                |              | |
| 485   |                                                |              | |
| 486   |                                                |              | |
| 487   |                                                |              | |
| 488   |                                                |              | |
| 489   | Bernhard van Lippe-Biesterfeld                 | 03-07-1946   | "Wegens de uitnemende en bezielende leiding bij de bevrijding van het Vaderland als Bevelhebber der Nederlandsche Strijdkrachten, in het tijdperk van september 1944 tot september 1945 aan de onder zijn bevelen staande eenheden der Koninklijke Landmacht en der Binnenlandsche Strijdkrachten gegeven, en tevens als erkenning van de uitstekende daden van moed, beleid en trouw, door genoemde troepen in dit tijdperk bij herhaling bedreven." |
| 490   | Harm Tjeerd de Raaf                            | 10-07-1946   | Nederland - uitvoeren van 6 succesvolle verkenningsvluchten ondanks vijandelijke overmacht in de lucht. |
| 491   | Jan Jacobus Abspoel (piloot)                   | 19-07-1946   | "Nederland - Waalhaven - bombardementsvlucht" (KB 19-7-1946/6) |
| 492   | Aart van Oorschot                              | 19-07-1946   | "Nederland - Waalhaven / Grebbeberg - luchtaanvallen." (KB 19-7-1946/6) |
| 493   | Pierre Mulders                                 | 19-07-1946   | "Nederland - Waalhaven - bombardementsvlucht." (KB 19-7-1946/6) |
| 494   | Pieter Hendrik Wildschut                       | 19-07-1946   | (KB 19-7-1946/6) |
| 495   | J.C. Pool                                      | 19-07-1946   | "Nederland - Waalhaven - bombardementsvlucht."(KB 19-7-1946/6) |
| 496   | C.H.V.L.A.G. Cillekens                         | 14-08-1946   | "Nederlands-Indië - Java - Afrika/ 65 oorlogsvluchten (588 vlieguren) - 104 operationele vluchten (1.681 vlieguren)." (KB 14-8-1946/141) |
| 497   | J.A. Broekema                                  | 14-08-1946   | "Zuidwest-Pacific - oorlogsvluchten, 43 operationele vluchten (285 vlieguren)." (KB 14-8-1946/141) |
| 497-A | Robert Wardlow Oxspring                        | 03-10-1946   | "West-Europa - oorlogsvluchten / loffelijk voorbeeld voor de Nederlandse jachtvliegers." |
| 497-B | Harold Arthur Cooper Bird-Wilson               | 03-10-1946   | |
| 498   | W.F. Wilkerson                                 | 17-10-1946   | Pilot P-47 Thunderbolt, U.S. Army Air Force, Majoor. Verkregen voor aanvallen op luchtafweerstellingen nabij de Waalbrug in Nijmegen op 18 september 1944. |
| 499   | J.C. Lindsay                                   | 17-10-1946   | Pilot P-47 Thunderbolt, U.S. Army Air Force, 1st Lieutenant. Verkregen voor aanvallen op luchtafweerstellingen nabij Nijmegen van 17 tot 23 september 1944. |
| 500   | Bastiaan Sjerp                                 | 08-11-1946   | Eerste vliegerkruis. Ontvangen vanwege 70 oorlogsvluchten in de Indische Oceaan en 39 oorlogsvluchten in Europa. (KB 8-11-1946/20) |
| 501   | Jacob Laurens den Hollander                    | 08-11-1946   | Tweede vliegerkruis (KB 8-11-1946/20), eerste ontvangen op 21 maart 1944. |
| 501-A | G. Guizard                                     | 07-09-1946   | "Nederland - Arnhem - luchtlandingen / luchtsteun tijdens de bevrijding van Nederland (aan de zijde van het 320 squadron)." (KB 8-11-1946/20) G. Guizard |
| 501-B | Michel J. Dorance                              | 07-09-1946   | "Nederland - Arnhem - luchtlandingen / luchtsteun tijdens de bevrijding van Nederland (aan de zijde van het 320 squadron)." |
| 501-C | M. Guerin                                      | 07-09-1946   | Gedood bij een vliegtuigongeluk op 25 januari 1950. |
| 501-D | Jacques Marchelidon                            | 07-09-1946   | "Nederland - duikbomaanval Maas / Rijn - succesvol uitgevoerd, ondanks zware verwondingen." |
| 501-E | Willem Pieter Adriaan Ditmar                   | 07-09-1946   | "Nederlands-Indië - oorlogsvluchten, 47 vluchten (302 vlieguren)." (KB 7-9-1946/68) |
| 501-F | Rae Edward Churchill                           | 17-10-1946   | |
| 501-G | Russell Nicolas Bassarab                       | 17-10-1946   | |
| 501-H | Austin Desmond Dalton                          | 17-10-1946   | |
| 501-I | Idwal Davies                                   | 17-10-1946   | |
| 501-J | Jack Howes                                     | 17-10-1946   | |
| 501-K | Ronald James Miller                            | 17-10-1946   | "Nederland - luchtaanvoer tijdens de bevrijding van Nederland." |
| 501-L | Kenneth Jones                                  | 17-10-1946.  | ook drager van de Distinguished Conduct Medal. |
| 501-M | J.S. Mills                                     | 17-10-1946   | Warrant Officer RAFVR |
| 501-N | Arthur Ernest Seal Vincent                     | 16-11-1946   | "Nederland - luchtsteun gedurende de bevrijding van Nederland als commandant van 181 Squadron Tactical Air Force.." |
| 501-O | John Francis Grey                              | 16-11-1946   | |
| 501-P | John Henry Bryant                              | 16-11-1946   | "Nederland - luchtsteun gedurende de bevrijding van Nederland als commandant van 247 Squadron Tactical Air Force." |
| 501-Q | Lewis Philip Boucher                           | 16-11-1946   | |
| 501-R | Pieter Eddie Kuitert                           | 10-01-1947   | "Zuidwest-Pacific - 58 vluchten (350 vlieguren) tegen Japanse doelen." (KB 10-1-1947/31) |
| 502   | M.L. Lapré                                     | 07-03-1947   | Postuum verkregen. "Nederlands-Indië - Tarakan / Straat Makassar / Muntok / Palembang / Kali Djati - oorlogsvluchten." |
| 502-A | Ignacy Olszewski                               | 04-02-1947   | Squadron Leader, commandant van het 302e Escadrille (Poolsche) Jachtvliegtuigen, overl. Warschau (Polen) 16 sept. 2004. |
| 502-B | Robert Etlin                                   |              | Tweede luitenant-vlieger van de Fransche luchtmacht, overl. nabij Loenen 21 maart 1945. |
| 503   | Willem Jacobus Reijnierse                      | 07-03-1947   | Geen Derde vliegerkruis, zie referentie. Ontvangen vanwege een voltreffer op een vijandelijk tankschip op 22 december 1944. |
| 504   | J. van der Tol                                 | 07-03-1947   | "Nederlands-Indië - in beschadigde vliegboot uitstromende benzine met handlenspomp naar de tank teruggevoerd, waardoor de vliegboot buiten bereik van de vijand kon worden gebracht." |
| 505   | A.W.F. Smith                                   | 07-03-1947   | Nederlands-Indië - in beschadigde vliegboot uitstromende benzine met handlenspomp naar de tank teruggevoerd, waardoor de vliegboot buiten bereik van de vijand kon worden gebracht. |
| 506   |                                                | 07-03-1947   | |
| 507   |                                                | 07-03-1947   | |
| 508-A | Willem Mattijsen                               | 07-03-1947   | Postuum verkregen. "Europa - deelgenomen aan 71 operationele vluchten." (KB 25-4-1947/13) |
| 508-1 | John Chester Button                            | 21-04-1947   | "Nederland - bevrijding; als commandant eenheid jachtvliegtuigen steun gegeven aan Canadese leger onder vijandelijk vuur." (KB 7-5-1947/36) |
| 508-2 | John Howard Deall                              | 21-04-1947   | RAF Wing Commander (KB 7-5-1947/36) |
| 508-3 | Henry Maurice Mason                            | 21-04-1947   | Nr 135 Wing, Acting Wing Commander (Waarnemend Luitenant-Kolonel-Vlieger), (KB 7-5-1947/36) |
| 508-4 | Alan William Bower                             | 21-04-1947   | "Nederland - Gilze Rijen - bevrijding; als commandant van squadron jachtvliegtuigen." (KB 7-5-1947/36) |
| 508-5 | Emanuel Barnett Lyons                          | 21-04-1947   | "West-Europa - als commandant van een escadrille jachtvliegtuigen, waarin Nederlandse vliegers." (KB 7-5-1947/36) |
| 509   | B.A. Metselaar                                 | 21-04-1947   | "Nederlands-Indië - 48 operationele vluchten." (KB 7-5-1947/36) |
| 509-A | Frank George Grant                             | 10-05-1947   | 143 Wing RAF. |
| 509-B | George Clinton Keefer                          | 10-05-1947   | Wing Commander bij de Royal Canadian Air Force. |
| 509-C | Robert Charles Arthur Waddell                  | 10-05-1947   | RAF Wing Commander."Nederland - als commandant luchtfotografische tactische verkenningen gedaan." |
| 509-D | Christopher Davis North-Lewis                  | 19-04-1947   | "Nederland - luchtacties tijdens de bevrijding van Nederland." |
| 510   | Bolesław Jan Kaczmarek                         | 28-07-1947   | Verkregen tijdens in dienst zijnde van de R.A.F.. "Nederland - luchtaanvoer tijdens 84 operationele vluchten tijdens de bevrijding van Nederland." |
| 511   | Zygmunt Witymir Bieńkowski                     | 28-07-1947   | RAFVR, Squadron Leader |
| 512   | J.G. Renaud                                    | 07-11-1947   | Zuidwest-Pacific - KB 7 november 1947 No. 25: "Heeft zich door daden van initiatief, moed en volharding gedurende één of meer vluchten in een luchtvaartuig, tegenover de vijand onderscheiden, door als commandant en bestuurder van het leidende vliegtuig, behorende tot het Nederlandsch-Indische B-25 Squadron: 1e. op 2 april 1945 met nog een andere bommenwerper het vijandelijke Radarstation op het Zuidelijke punt van het Selaroe-eiland op te sporen aan te vallen en ten slotte te vernietigen; 2e. op 4 april daaropvolgende als voorste van 8 bommenwerpers vijandelijke magazijnen en opslagplaatsen op het eiland Selaroe met succes te bombarderen; 3e. op 6 april daaraanvolgende in de Sawoezee, als commandant van het leidende vliegtuig van het 25e Eskader, bestaande uit 11 bommenwerpers, er in belangrijke mate toe bij te dragen, dat een vijandelijke kruiser van 6000 ton, welke troepen vervoerde en werd geconvoyeerd door enige kleine oorlogsschepen, met succes werd gebombardeerd. Daarna, alhoewel vervolgd en aangevallen door vijandelijke jagers, het eskader behouden op zijn basis weten terug te geleiden. b. enz." |
| 513   | Leendert Blanson Henkemans                     | 07-11-1947   | "Zuidwest-Pacific - diverse bombardementsaanvallen op radarstation, op vijandelijke schepen." (KB 7-11-1947/25) |
| 514   | C.Ch. van Doorn                                | 15-12-1947   | "Nederlands-Indië - talrijke oorlogsvluchten, redden van drenkelingen van Nederlandse oorlogsschepen." (KB 15-12-1947/11) |
| 515   | J.J. de Haas                                   | 15-12-1947   | "Nederlands-Indië - talrijke oorlogsvluchten, redden van drenkelingen van Nederlandse oorlogsschepen." (KB 15-12-1947/11) |
| 516   |                                                | 15-12-1947   | (KB 15-12-1947/11) |
| 517   |                                                | 15-12-1947   | (KB 15-12-1947/11) |
| 518   | E.J. van Arnhem                                | 15-12-1947   | "Nederlands-Indië - talrijke oorlogsvluchten, redden van drenkelingen van Nederlandse oorlogsschepen." (KB 15-12-1947/11) |
| 519   | F.G. Roos                                      | 15-12-1947   | (KB 15-12-1947/11) |
| 520   | J.K. Boldingh                                  | 15-12-1947   | Koninklijke Marine, Marine Luchtvaartdienst, Korporaal-vliegtuigmaker. "Nederlands-Indië - talrijke oorlogsvluchten, redden van drenkelingen van Nederlandse oorlogsschepen." (KB 15-12-1947/11) |
| 521   | L.A. Bosman                                    | 15-12-1947   | "Nederlands-Indië - Hr. Ms. Vliegboot Y-45 (PBY Catalina), talrijke oorlogsvluchten." (KB 15-12-1947/11) |
| 522   | J.W. Hendrikse                                 | 15-12-1947   | Hr. Ms. Vliegboot Y-45 (PBY Catalina) (KB 15-12-1947/11) |
| 523   | J.P. van Dongen                                | 15-12-1947   | "Nederlands-Indië - talrijke oorlogsvluchten." (KB 15-12-1947/11) |
| 524   | Johannes Hendrikus Antonius Gommers            | 15-12-1947   | "Nederlands-Indië - talrijke oorlogsvluchten, redden van drenkelingen van Nederlandse oorlogsschepen." (KB 15-12-1947/11) |
| 525   |                                                | 15-12-1947   | (KB 15-12-1947/11) |
| 526   | August Karel van der Pol                       | 15-12-1947   | (KB 15-12-1947/11) |
| 527   | W.J. Geurts                                    | 15-12-1947   | Postuum verleend. "Nederlands-Indië, talrijke oorlogsvluchten." (KB 15-12-1947/11) |
| 527-A | Hasselt, J. van                                | 15-12-1947   | Postuum verleend. Hr. Ms. Vliegboot X-17 (Dornier Do 24), groep Vliegtuigen No. 9. 25 februari 1942, gesneuveld in de Javazee bij Batavia; (KB 15-12-1947/11) |
| 528   | Hugh Francis O'Neill                           | 19-12-1947   | "West-Europa - als commandant van het Nederlandse 322 Jachtescadrille vele offensieve vluchten gemaakt." |
| 529   | A.G. Stone                                     | 19-12-1947   | "West-Europa - oorlogsvluchten, gedurende 15 maanden als boordwerktuigkundige op een zware bommenwerper." |
| 530   | J. Lesliewood                                  | 19-12-1947   | 488 Squadron (Mosquito nachtjager). "West-Europa - als radio-navigator in een nachtjager." |
| 531   |                                                |              | |
| 532   | A. Beckering                                   | 09-01-1948   | Postuum verkregen. "Nederlands-Indië - bij Bantjar (Oost-Java) - bij verkenningsvlucht zwaargewond door Japanse jachtvliegtuigen." |
| 533   | L.J. Gerards                                   | 09-01-1948   | Postuum verkregen. "Zuidwest-Pacific - tijdens luchtgevecht bij Waingapoe (Soemba) gewond en na een noodlanding op zee overleden." |
| 534   | H.J. de Hoog                                   | 09-01-1948   | Postuum verkregen. "Zuidwest-Pacific - tijdens luchtgevecht bij Waingapoe (Soemba) gewond en na een noodlanding op zee overleden." |
| 535   | R. Hoogtij                                     | 09-01-1948   | Postuum verkregen. "Zuidwest-Pacific - tijdens luchtgevecht bij Waingapoe (Soemba) gewond en na een noodlanding op zee overleden." |
| 536   |                                                | 09-01-1948   | |
| 537   |                                                | 09-01-1948   | |
| 538   | R.A.D. Anemaet                                 | 09-01-1948   | "Nederlands-Indië - Java, diverse luchtgevechten." |
| 539   | J. Bakker                                      | 09-01-1948   | "Nederlands-Indië - Palembang, tijdens luchtgevecht met een zwaar gehavend toestel 2 vijandelijke vliegtuigen neergeschoten." |
| 540   | M.P. Bosman                                    | 09-01-1948   | "Nederlands-Indië - luchtgevecht, beschadigd en behouden teruggekeerd." |
| 541   | H. Buijs                                       | 09-01-1948   | "Nederlands-Indië - Java - 2 gevaarvolle langeafstandsverkenningstochten, ondanks zwaar afweervuur, met succes voltooid." |
| 542   | G.J. de Haas                                   | 09-01-1948   | "Nederlands-Indië - luchtaanvallen uitgevoerd bij Bandoeng, afgeschoten en per parachute gered." |
| 543   | P.C. 't Hart                                   | 09-01-1948   | "Nederlands-Indië - Buitenzorg - luchtgevecht, hoewel zwaargewond zich per parachute gered." |
| 544   | H.A. Maurenbrecher                             | 09-01-1948   | "Nederlands-Indië - Molukken, succesvolle luchtaanvallen uitgevoerd op vijandelijke doelen." Vermist op zee tijdens wereldreis. |
| 545   | C.H. Nivo                                      | 09-01-1948   | "Nederlands-Indië - vele succesvolle bomaanvallen en daarbij de vijand ernstige verliezen toegebracht." |
| 546   |                                                | 09-01-1948   | |
| 547   | P.G. Tideman                                   | 09-01-1948   | "Nederlands-Indië - Java - Andir, luchtgevecht met overmachtige vijand (24 Japanse zero's)." Tevens ontvanger van de Engelse hoge onderscheiding Distinguished Flying Cross. |
| 548   | Ida Laura Veldhuyzen van Zanten                | 07-02-1948   | Lid van het verzet. "Groot-Brittannië / West-Europa - Solovluchten (583 vlieguren) vliegtuigtransporten in verschillende typen vliegtuigen." |
| 549   | Benjamin Marius Vlielander Hein                | 15-03-1948   | 139 Jamaica Squadron RAF, Officier-Zeewaarnemer der Tweede Klasse |
| 550   | Govert Steen                                   | 22-04-1948   | Toegekend voor het neerhalen van een vijandelijk vliegtuig met zijn Fokker D.XXI jager boven Ypenburg op 10 mei 1940. (KB 22-4-1948/77) |
| 551   | Jan Linzel                                     | 22-04-1948   | Toegekend voor het verdedigen van Ypenburg op 10 mei 1940 (KB 22-4-1948/77). |
| 552   | Arnoldus Marcelus van de Vaart                 | 22-04-1948   | "Nederland - Ypenburg - meerdere luchtgevechten." (KB 22-4-1948/77) |
| 553   | F. Picot de Moras d'Aligny                     | 11-05-1948   | Postuum verkregen. Werd boven Havelte neergeschoten en kwam daarbij om. |
| 554   | R. Hofstede                                    | 10-06-1948   | "Nederland - Valkenburg / Wageningen - bombardementsopdrachten." |
| 555   | H.F.H. van Boekhout                            | 10-06-1948   | "Nederland - Ypenburg - luchtgevecht (gewond)." |
| 556   | H.W. Guyt                                      | 10-06-1948   | "Nederland - Ypenburg - luchtgevecht." |
| 557   | J. Pleij                                       | 10-06-1948   | "Nederland - Waalhaven / Rotterdam - bombardementsopdrachten." |
| 558   |                                                | 10-06-1948   | |
| 559   | M.G. A-Tjak                                    | 10-06-1948   | Reserve-Tweede Luitenant-Waarnemer |
| 560   |                                                | 10-06-1948   | |
| 561   | J.J. de Bruijn                                 | 10-06-1948   | Landmacht, Wapen der Militaire Luchtvaart, "Nederland - Ypenburg - luchtgevecht." |
| 562   | Jhr Bodo Sandberg                              | 23-08-1948   | Verkregen voor “Nederland 10-14 mei 1940, aanval op de Moerdijkbruggen, in een G-1 jachtvliegtuig, een T-5 bommenwerper ondersteunend” |
| 563   | F.G.B. Droste                                  | 23-08-1948   | meidagen 1940, Grebbelinie 14 mei |
| 564   | Gerben Sonderman                               | 23-08-1948   | . "Nederland - Waalhaven - luchtgevecht, een bommenwerper en 2 vijandelijke jagers neergehaald." |
| 565   | K.W. Woudenberg                                | 23-08-1948   | Tijdelijk Reserve-Kapitein-Vlieger bij de 3e Jachtvlieg Afdeling. |
| 566   | J.H. Eilders                                   | 23-08-1948   | "Nederland - Schiphol / Ockenburg / Rotterdam, luchtgevecht-bombardement Maasbrug." |
| 567   | Jan Jacobs (Jonny) Mulder                      | 23-08-1948   | "Nederland - Schiphol / Rotterdam - luchtgevechten, aanval op Maasbrug (brandend neergestort)." |
| 568   | P.J. Aarts                                     | 23-08-1948   | [ 533 ] |
| 569   | G. Burger                                      | 23-08-1948   | "Nederland - Waalhaven / Rotterdam / Grebbeberg / Amersfoort - diverse luchtgevechten en enkele vliegtuigen afgeschoten." |
| 570   | H.F. Souffree                                  |              | |
| 571   | Willem Boxman                                  | 16-09-1948   | [ 536 ] |
| 572   | E. O'herne                                     | 16-09-1948   | "Indonesië - Midden-Java - luchtverkenningen waardoor gunstige opmars met zeer lage verliezen." |
| 573   | Johannis van der Jagt                          | 04-11-1948   | Postuum verkregen. "Nederland - Vlaardingen / Waalhaven - luchtgevecht zonder luchtschutter (brandend neergestort op 10 mei 1940)." |
| 574   |                                                | 04-11-1948   | |
| 575   |                                                | 04-11-1948   | |
| 576   | F.C.J. de Haas                                 | 04-11-1948   | "Nederland - Schiphol / Ockenburg - luchtgevechten / 1 vliegtuig neergehaald." |
| 577   | Jan Willem Theodore Bosch                      | 04-11-1948   | 139 Squadron. Eerste vliegerkruis (KB 22-9-1945, wegens meidagen 1940), tweede vliegerkruis (KB 4-11-1948), ook Distinguished Flying Cross |
| 578   | W. Hateboer                                    | 04-11-1948   | "Nederland - De Kooy / Noordwijk / Grebbeberg - verkenningsvluchten / luchtgevecht (bommenwerper neergeschoten)." |
| 579   | Cornelis Hendrik Verbon                        | 18-11-1948   | Postuum verkregen. "Indonesië - Midden-Java - Klaten - 4 vijandelijke vliegtuigen op de grond vernield." |
| 580   |                                                |              | |
| 581   | A.G. Ekels                                     | 27-12-1948   | "Nederlands-Indië / Java / Australië - talrijke oorlogsvluchten." |
| 582   | Tjerk Hidde Leegstra                           | 04-01-1949   | Tweede vliegerkruis. Eerste ontvangen op 16 oktober 1941. |
| 583   | F.C. Bik                                       | 04-01-1949   | "Nederland - Schiphol / Waalhaven / Grebbeberg / Wijk bij Duurstede - diverse luchtgevechten en verkenningsvlucht." |
| 584   | H. Hartkoren                                   | 04-01-1949   | "Nederland - Schiphol / Delft / Wageningen / Wijk bij Duurstede - luchtgevechten en verkenningsvlucht." |
| 585   | Gustaaf Kiel                                   | 04-01-1949   | "Nederland - Ypenburg - luchtgevechten, vijandelijke bommenwerper beschadigd (zwaargewond neergestort)." |
| 586   | F.E. Broers                                    | 25-03-1949   | "Indonesië - Eerste Politionele Actie - groot aantal patrouillevluchten waarbij meer dan 20 vliegtuigen werden vernield." |
| 587   | Keith Prowd                                    | 10-06-1949   | 196 Squadron RAF, Warrant Officer (Vaandrig) |
| 588   |                                                |              | |
| 589   | Paul Fake Breekveldt                           | 09-12-1949   | Postuum verkregen. Sergeant-majoor-luchtvaartradiotelegrafist. "Zuidwest-Pacific - succesvolle opdrachten-57 operationele vluchten (342 vlieguren)." |
| 590   | W.L. de Bruijn                                 | 09-12-1949   | "Zuidwest-Pacific - succesvolle opdrachten-43 operationele vluchten (258 vlieguren)." |
| 591   | Herman Corbière                                | 09-12-1949   | Postuum verkregen. "Zuidwest-Pacific - succesvolle opdrachten-47 operationele vluchten (282 vlieguren)." (KB 9-12-1949/25) ook Bronzen Kruis (KB 6-11-1941/5) wegens Engelandvaart; |
| 592   | Herman Daanen                                  | 09-12-1949   | 18 Dutch Squadron RAF, Eerste-Luitenant Vlieger-Waarnemer. Postuum verkregen. |
| 593   | H.F. van der Hyde                              | 09-12-1949   | Postuum verkregen. "Zuidwest-Pacific - succesvolle opdrachten-57 operationele vluchten (342 vlieguren)." |
| 594   | E. Kerdijk                                     | 09-12-1949   | Postuum verkregen. "Zuidwest-Pacific - succesvolle opdrachten-37 operationele vluchten (222 vlieguren)." Vliegongeval Dakota C-48. (KB 9-12-1949/25) |
| 595   | Hendrik Smits van Burgst                       | 09-12-1949   | (KB 9-12-1949/25) |
| 596   | Willem Frederik van der Spil                   | 09-12-1949   | (KB 9-12-1949/25) |
| 597   |                                                | 09-12-1949   | (KB 9-12-1949/25) |
| 598   |                                                | 09-12-1949   | (KB 9-12-1949/25) |
| 599   | Herman Arens                                   | 09-12-1949   | Tweede van twee vliegerkruizen. Eerste ontvangen op 6 juli 1944. |
| 600   | W.P. Barnaart                                  | 09-12-1949   | "Zuidwest-Pacific - succesvolle opdrachten-37 operationele vluchten (222 vlieguren)." |
| 601   | D. van Battum                                  | 09-12-1949   | "Zuidwest-Pacific - succesvolle opdrachten-48 operationele vluchten (288 vlieguren)." |
| 602   | P. van den Berg                                | 09-12-1949   | Koninklijk Nederlands-Indisch Leger, Wapen der Militaire Luchtvaart, Reserve-eerste luitenant-vlieger-waarnemer. "Zuidwest-Pacific - succesvolle opdrachten-41 operationele vluchten (246 vlieguren)." |
| 603   | A. Bey                                         | 09-12-1949   | "Zuidwest-Pacific - succesvolle opdrachten-39 operationele vluchten (234 vlieguren)." |
| 604   | H.F.H. Blankwaardt                             | 09-12-1949   | "Zuidwest-Pacific - succesvolle opdrachten-35 operationele vluchten (210 vlieguren)." |
| 605   | Albert Gerard Blesgraeft                       | 09-12-1949   | "Zuidwest-Pacific - succesvolle opdrachten-39 operationele vluchten (234 vlieguren)." (KB 9-12-1949/25) |
| 606   | E.J. van Blommestein                           | 09-12-1949   | "Zuidwest-Pacific - succesvolle opdrachten-32 operationele vluchten (192 vlieguren)." (KB 9-12-1949/25); ook Bronzen Leeuw ; |
| 607   | J.A. Bon                                       | 09-12-1949   | Koninklijk Nederlands-Indisch Leger, Wapen der Militaire Luchtvaart, 18 (Netherlands East Indies) Squadron (B-25 Mitchell), Reserve-eerste luitenant-waarnemer. "Zuidwest-Pacific - succesvolle opdrachten-36 operationele vluchten (216 vlieguren)." (KB 9-12-1949/25) |
| 608   | A.F. Bos                                       | 09-12-1949   | "Zuidwest-Pacific - succesvolle opdrachten- 40 operationele vluchten (240 vlieguren)" (KB 9-12-1949/25) |
| 609   | G. van den Bosch                               | 09-12-1949   | Adjudant-onderofficier-luchtschutter, "Zuidwest-Pacific - succesvolle opdrachten-37 operationele vluchten (222 vlieguren)." (KB 9-12-1949/25) |
| 610   | J. van Bremen                                  | 09-12-1949   | "Zuidwest-Pacific - succesvolle opdrachten-36 operationele vluchten (216 vlieguren)." (KB 9-12-1949/25) |
| 611   | J.W. Broekhuizen                               | 09-12-1949   | "Zuidwest-Pacific - succesvolle opdrachten-37 operationele vluchten (222 vlieguren)" (KB 9-12-1949/25) |
| 612   | P. van Buuren                                  | 09-12-1949   | "Zuidwest-Pacific - succesvolle opdrachten-38 operationele vluchten (228 vlieguren)." (KB 9-12-1949/25) |
| 613   | W. Buwalda                                     | 09-12-1949   | "Zuidwest-Pacific - succesvolle opdrachten-38 operationele vluchten (228 vlieguren)." (KB 9-12-1949/25) |
| 614   | W.H.P. Cortenbach                              | 09-12-1949   | "Zuidwest-Pacific - succesvolle opdrachten- 40 operationele vluchten (240 vlieguren)." (KB 9-12-1949/25) |
| 615   | J.A. Deknatel                                  | 09-12-1949   | "Zuidwest-Pacific - succesvolle opdrachten-42 operationele vluchten (252 vlieguren)." (KB 9-12-1949/25) |
| 616   | Johannes D.G. van Doorn                        | 09-12-1949   | 18 Squadron, Adjudant onderofficier, Luchtvaartradiotelegrafist (KB 9-12-1949/25) |
| 617   | W. Eikelboom                                   | 09-12-1949   | "Zuidwest-Pacific - succesvolle opdrachten-31 operationele vluchten (186 vlieguren)." (KB 9-12-1949/25) |
| 618   | J. van der Ende                                | 09-12-1949   | "Zuidwest-Pacific - succesvolle opdrachten- 40 operationele vluchten (240 vlieguren)." (KB 9-12-1949/25) |
| 619   | J.W. van der Ent                               | 09-12-1949   | "Zuidwest-Pacific - succesvolle opdrachten-38 operationele vluchten (228 vlieguren)." (KB 9-12-1949/25) |
| 620   | W. Erkelens                                    | 09-12-1949   | "Zuidwest-Pacific - succesvolle opdrachten-37 operationele vluchten (222 vlieguren)." (KB 9-12-1949/25) |
| 621   | R.A. Flissinger                                | 09-12-1949   | "Zuidwest-Pacific - succesvolle opdrachten-43 operationele vluchten (258 vlieguren)." (KB 9-12-1949/25) |
| 622   | F.H. Florentinus                               | 09-12-1949   | (KB 9-12-1949/25) |
| 623   | G.L. Franken                                   | 09-12-1949   | "Zuidwest-Pacific - succesvolle opdrachten-42 operationele vluchten (252 vlieguren)." (KB 9-12-1949/25) |
| 624   | E.L. van Gelder                                | 09-12-1949   | "Zuidwest-Pacific - succesvolle opdrachten-42 operationele vluchten (252 vlieguren)." (KB 9-12-1949/25) |
| 625   | N. van de Giesen                               | 09-12-1949   | "Zuidwest-Pacific - succesvolle opdrachten-49 operationele vluchten (294 vlieguren)." (KB 9-12-1949/25) |
| 626   | L.W. Hansen                                    | 09-12-1949   | "Zuidwest-Pacific - succesvolle opdrachten-30 operationele vluchten (234 vlieguren)." (KB 9-12-1949/25) |
| 627   | H. Hartjens                                    | 09-12-1949   | "Zuidwest-Pacific - succesvolle opdrachten-47 operationele vluchten (282 vlieguren)." (KB 9-12-1949/25) |
| 628   | H.J.A. Hartogh Heys van de Lier                | 09-12-1949   | "Zuidwest-Pacific - succesvolle opdrachten-43 operationele vluchten (258 vlieguren)." (KB 9-12-1949/25) |
| 629   | W.J. Heikoop                                   | 09-12-1949   | "Zuidwest-Pacific - succesvolle opdrachten-28 operationele vluchten (168 vlieguren) zichzelf een voorbeeld getoond in het leiding geven aan anderen." B-25 Mitchell (KB 9-12-1949/25) |
| 630   | Willem Johannes Holswilder                     | 09-12-1949   | RAAF, Captain Willem Johannes Holswilder (KB 9-12-1949/25) |
| 631   | P. van Hoof                                    | 09-12-1949   | Adjudant-onderofficier-luchtvaartradiotelegrafist. "Zuidwest-Pacific - succesvolle opdrachten-37 operationele vluchten (222 vlieguren)." (KB 9-12-1949/25) |
| 632   | J.J. Horchner                                  | 09-12-1949   | "Zuidwest-Pacific - succesvolle opdrachten-38 operationele vluchten (228 vlieguren)." (KB 9-12-1949/25) |
| 633   | B. Hulscher                                    | 09-12-1949   | "Zuidwest-Pacific - succesvolle opdrachten-36 operationele vluchten (216 vlieguren)." (KB 9-12-1949/25) |
| 634   | E.W. Isaak                                     | 09-12-1949   | "Zuidwest-Pacific - succesvolle opdrachten-35 operationele vluchten (210 vlieguren)." (KB 9-12-1949/25) |
| 635   | J. Ismael                                      | 09-12-1949   | "Zuidwest-Pacific - succesvolle opdrachten-43 operationele vluchten (258 vlieguren)." (KB 9-12-1949/25) |
| 636   | V.N. Jansen                                    | 09-12-1949   | (KB 9-12-1949/25) |
| 637   | J.E. de Jongh                                  | 09-12-1949   | "Zuidwest-Pacific - succesvolle opdrachten-43 operationele vluchten (198 vlieguren)." (KB 9-12-1949/25) |
| 638   | P. Juch                                        | 09-12-1949   | "Zuidwest-Pacific - succesvolle opdrachten-43 operationele vluchten (258 vlieguren)." (KB 9-12-1949/25) |
| 639   | Sidney Rudy de Kadt                            | 09-12-1949   | "Zuidwest-Pacific - succesvolle opdrachten-37 operationele vluchten (222 vlieguren)." (KB 9-12-1949/25) |
| 640   | H. Kamphuis                                    | 09-12-1949   | "Zuidwest-Pacific - succesvolle opdrachten- 40 operationele vluchten (240 vlieguren)." (KB 9-12-1949/25) |
| 641   | Jaap Ketting                                   | 09-12-1949   | "Zuidwest-Pacific - succesvolle opdrachten-43 operationele vluchten (258 vlieguren)." (KB 9-12-1949/25) |
| 642   | E.J.C. Kiewiet de Jonge                        | 09-12-1949   | (KB 9-12-1949/25) |
| 643   | J. Koedam                                      | 09-12-1949   | "Zuidwest-Pacific - succesvolle opdrachten-38 operationele vluchten (228 vlieguren)." (KB 9-12-1949/25) |
| 644   | J.P. Kootstra                                  | 09-12-1949   | "Zuidwest-Pacific - succesvolle opdrachten-49 operationele vluchten (294 vlieguren)." (KB 9-12-1949/25) |
| 645   | J.A. Kuneman                                   | 09-12-1949   | "Zuidwest-Pacific - succesvolle opdrachten-38 operationele vluchten (228 vlieguren)." (KB 9-12-1949/25) |
| 646   | J.M. Lagerwerff                                | 09-12-1949   | "Zuidwest-Pacific - succesvolle opdrachten-36 operationele vluchten (240 vlieguren)." (KB 9-12-1949/25) |
| 647   | Ho Gwan Liem                                   | 09-12-1949   | "Zuidwest-Pacific - succesvolle opdrachten-37 operationele vluchten (222 vlieguren)." (KB 9-12-1949/25) |
| 648   | B.J.M. van Lingen                              | 09-12-1949   | "Zuidwest-Pacific - succesvolle opdrachten-45 operationele vluchten (240 vlieguren)." 55 operaties op Hudsons en 91 op Mitchells. (KB 9-12-1949/25) |
| 649   | J.G. Loemban Tobing                            | 09-12-1949   | "Zuidwest-Pacific - succesvolle opdrachten-36 operationele vluchten (216 vlieguren)." |
| 650   | J.B. Lugt                                      | 09-12-1949   | "Zuidwest-Pacific - succesvolle opdrachten-36 operationele vluchten (216 vlieguren)." |
| 651   |                                                | 09-12-1949   | (KB 9-12-1949/25) |
| 652   | H. Maaskant                                    | 09-12-1949   | "Zuidwest-Pacific - succesvolle opdrachten-36 operationele vluchten (216 vlieguren)." (KB 9-12-1949/25) |
| 653   | P. Macaré                                      | 09-12-1949   | "Zuidwest-Pacific - succesvolle opdrachten-38 operationele vluchten (228 vlieguren)." (KB 9-12-1949/25) |
| 654   | W.B. Maks                                      | 09-12-1949   | Zuidwest-Pacific - succesvolle opdrachten-38 operationele vluchten (228 vlieguren)." (KB 9-12-1949/25) |
| 655   | W. Manz                                        | 09-12-1949   | Reserve-eerste luitenant-telegrafist. "Zuidwest-Pacific - succesvolle opdrachten-48 operationele vluchten (288 vlieguren)." (KB 9-12-1949/25) |
| 656   | S. Matzen                                      | 09-12-1949   | "Zuidwest-Pacific - succesvolle opdrachten- 40 operationele vluchten (240 vlieguren)." (KB 9-12-1949/25) |
| 657   | E. Megens                                      | 09-12-1949   | "Zuidwest-Pacific - succesvolle opdrachten-38 operationele vluchten (228 vlieguren)." (KB 9-12-1949/25) |
| 658   | F. Meerum Terwogt                              | 09-12-1949   | "Zuidwest-Pacific - succesvolle opdrachten- 40 operationele vluchten (240 vlieguren)." (KB 9-12-1949/25) |
| 659   | Willem Albertus Muurling                       | 09-12-1949   | "Zuidwest-Pacific - succesvolle opdrachten-42 operationele vluchten (252 vlieguren)." (KB 9-12-1949/25) |
| 660   | L.W.P.J. Noldus                                | 09-12-1949   | "Zuidwest-Pacific - succesvolle opdrachten-45 operationele vluchten (270 vlieguren)." (KB 9-12-1949/25) |
| 661   | J.A. Noordendorp                               | 09-12-1949   | "Zuidwest-Pacific - succesvolle opdrachten-41 operationele vluchten (246 vlieguren)." (KB 9-12-1949/25) |
| 662   | F. Noordhoorn                                  | 09-12-1949   | "Zuidwest-Pacific - succesvolle opdrachten- 40 operationele vluchten (240 vlieguren)." (KB 9-12-1949/25) |
| 663   | A.C.M. Nuyten                                  | 09-12-1949   | "Zuidwest-Pacific - succesvolle opdrachten-37 operationele vluchten (222 vlieguren)." (KB 9-12-1949/25) |
| 664   | J.A. van Peer                                  | 09-12-1949   | "Zuidwest-Pacific - succesvolle opdrachten-35 operationele vluchten (210 vlieguren)." (KB 9-12-1949/25) |
| 665   | Frederik Pelder                                | 09-12-1949   | "Zuidwest-Pacific - succesvolle opdrachten-35 operationele vluchten (210 vlieguren)." (KB 9-12-1949/25) |
| 666   | A.Ph.F. Pereira                                | 09-12-1949   | Reserve-eerste luitenant van speciale diensten. "Zuidwest-Pacific - succesvolle opdrachten-44 operationele vluchten (264 vlieguren)." (KB 9-12-1949/25) |
| 667   |                                                | 09-12-1949   | (KB 9-12-1949/25) |
| 668   |                                                | 09-12-1949   | (KB 9-12-1949/25) |
| 669   |                                                | 09-12-1949   | (KB 9-12-1949/25) |
| 670   | Anton Pieter Ruige                             | 09-12-1949   | 18 Squadron RNAF, 1e Luitenant-vlieger, (KB 9-12-1949/25) |
| 671   |                                                | 09-12-1949   | (KB 9-12-1949/25) |
| 672   |                                                | 09-12-1949   | (KB 9-12-1949/25) |
| 673   |                                                | 09-12-1949   | (KB 9-12-1949/25) |
| 674   | H. Smit                                        | 09-12-1949   | (KB 9-12-1949/25) |
| 675   |                                                | 09-12-1949   | (KB 9-12-1949/25) |
| 676   | D. Stock                                       | 09-12-1949   | (KB 9-12-1949/25) |
| 677   | R.M. Stoutjesdijk                              | 09-12-1949   | |
| 678   |                                                | 09-12-1949   | (KB 9-12-1949/25) |
| 679   |                                                | 09-12-1949   | (KB 9-12-1949/25) |
| 680   |                                                | 09-12-1949   | (KB 9-12-1949/25) |
| 681   |                                                | 09-12-1949   | (KB 9-12-1949/25) |
| 682   |                                                | 09-12-1949   | (KB 9-12-1949/25) |
| 683   |                                                | 09-12-1949   | (KB 9-12-1949/25) |
| 684   | H.A. Vaz Diaz                                  | 09-12-1949   | "Zuidwest-Pacific - succesvolle opdrachten-42 operationele vluchten (252 vlieguren)." (KB 9-12-1949/25) |
| 685   | Ch. Verbraak                                   | 09-12-1949   | "Zuidwest-Pacific - succesvolle opdrachten-41 operationele vluchten (246 vlieguren)." (KB 9-12-1949/25) |
| 686   |                                                | 09-12-1949   | (KB 9-12-1949/25) |
| 687   |                                                | 09-12-1949   | (KB 9-12-1949/25) |
| 688   |                                                | 09-12-1949   | (KB 9-12-1949/25) |
| 689   |                                                | 09-12-1949   | (KB 9-12-1949/25) |
| 690   |                                                | 09-12-1949   | (KB 9-12-1949/25) |
| 691   | Willem Frederik Auguste Winckel                | 09-12-1949   | [ 566 ] |
| 692   |                                                |              | |
| 693   |                                                |              | |
| 694   |                                                |              | |
| 695   |                                                |              | |
| 696   | H.M.J. van der Hoogte                          | 12-12-1949   | "Nederlands-Indië - heeft zich gedurende meerdere vluchten tegenover de vijand onderscheiden." |
| 697   | Edward Kragt                                   | 10-01-1950   | "Atlantische Oceaan - bescherming konvooien - 36 operationele vluchten (69 uur); Indonesië - Morokrembangan - 181 operationele vluchten (257 uur)." |
| 698   | D.T. Challik                                   | 10-01-1950   | "Atlantische Oceaan - bescherming konvooien - 24 operationele vluchten (62 uur); Indonesië - Morokrembangan - 189 operationele vluchten (244 uur)." |
| 699   | J.N. Fey                                       | 10-01-1950   | "Atlantische Oceaan - bescherming konvooien - 42 operationele vluchten (98 uur); Indonesië - Morokrembangan - 52 operationele vluchten (96 uur)." |
| 700   | Léon A.M.J.G. graaf van de Werve de Vorsselaer | 23-05-1950   | 349 Squadron. Postuum verkregen. "Nederland - oorlogsvluchten boven bezet Nederland." |
| 701   | M.E. Felix                                     | 27-05-1950   | "Zuidoost-Azië - initiatief en volharding tegen Japanse bezetting tijdens 77 operationele vluchten (543 uur)." |
| 702   | Jan Hendrik Lukkien                            | 03-06-1950   | 18 Squadron NEI, Kapitein-Vlieger. Tweede vliegerkruis. |
| 703   | Pieter Cornelis André de la Porte              | 16-06-1950   | 18 Squadron NEI, Reserve-Kapitein Vlieger-Waarnemer. Postuum verkregen. |
| 704   | L. Bal                                         | 16-06-1950   | "Zuidwest-Pacific - succesvolle aanvallen op sterk verdedigde doelen, afgeschoten nabij Saumlaki." |
| 705   | H. van de Berg                                 | 16-06-1950   | "Zuidwest-Pacific - succesvolle aanvallen op sterk verdedigde doelen." |
| 706   | Willem Frans Boot                              | 16-06-1950   | "Zuidwest-Pacific - succesvolle opdrachten, 39 operationele vluchten (231 vlieguren)." |
| 707   | S.D.A. van Campen                              | 16-06-1950   | "Zuidwest-Pacific - succesvolle opdrachten, 35 operationele vluchten (210 vlieguren)." |
| 708   | P.A. Deenik                                    | 16-06-1950   | "Zuidwest-Pacific - vele operationele vluchten tegen vijand, daarbij zware verliezen toegebracht." |
| 709   |                                                |              | |
| 710   | S. de Jong                                     | 08-08-1950   | "Zuidwest-Pacific - succesvolle opdrachten, 37 operationele vluchten (222 vlieguren)." |
| 711   | H. Polderman                                   | 13-07-1950   | "Zuidoost-Azië - gedurende de oorlog tegen Japan vele moeilijke en gevaarlijke opdrachten uitgevoerd." |
| 712   | R. Ockerse                                     | 06-10-1950   | "West-Europa - 42 oorlogsvluchten." |
| 713   | J.W. Maas                                      | 31-10-1950   | "Zuidwest-Pacific / Australië - Batchelor - 35 vluchten boven Nederland - Indische archipel." |
| 714   | G.J.M. Coolhaas                                | 31-10-1950   | "Zuidwest-Pacific / Australië - deelgenomen aan groot aantal vluchten boven de Nederlands-Indische archipel." |
| 715   | R.J. Idzerda                                   | 25-11-1950   | "Nederlands-Indië / Zuidwest-Pacific - zich als sergeant zeewaarnemer onderscheiden bij deelname aan een groot aantal vluchten." |

### 1951 t/m 1955
| Nr. | Ontvanger        | Datum      | Bijzonderheden |
| --- | ---------------- | ---------- | --- |
| 716 | Rudolf Jacobs    | 30-01-1951 | Vaandrig-vlieger-waarnemer. "Zuidwest-Pacific - vele operationele bombardementsvluchten op krachtig verdedigde vijandelijke doelen."                                |
| 717 |                  |            | |
| 718 | Charlie Sauer    |            | |
| 719 |                  |            | |
| 720 | Albrecht Calkoen | 11-09-1951 | "Zuidwest-Pacific - als 1e piloot een groot aantal oorlogsvluchten gemaakt."                                                                                        |
| 721 | G. Cooke         | 28-02-1952 | Derde van drie vliegerkruizen. Eerste werd ontvangen in 1942, tweede ontvangen op 24 februari 1945.                                                                 |
| 722 | J. Staal         |            | |
| 723 | C.R. Blom        | 22-12-1952 | Koninklijke Marine, Marine Luchtvaartdienst, Sergeant-majoor-vlieger. "Zuidwest-Pacific - talrijke oorlogsvluchten (2e vlieger van een consolidated PBY Catalina)." |
| 724 | Dré Brekelmans   | 30-03-1953 | "Nederlands-Indië - als mecano en boordschutter van Dornier Do 24 vliegboot deelgenomen aan groot aantal operationele vluchten."                                    |
| 725 | Cornelis Overweg | 22-09-1953 | "West-Europa - als boordschutter helpen uitvoeren van talrijke oorlogsvluchten boven het vasteland van Europa."                                                     |

### 2000 t/m 2009
| Nr. | Ontvanger              | Datum      | Bijzonderheden                                           |
| --- | ---------------------- | ---------- | -------------------------------------------------------- |
| 726 | Marcel Duivesteijn     | 23-01-2002 | voor dapper optreden boven Servië op 7 juni 1999         |
| 727 | William L. Thomas, Jr. | 23-01-2002 | bij Belgrado op 7 juni 1999; ook de Silver Star gekregen |

### 2010 t/m 2019
| Nr. | Ontvanger          | Datum      | Bijzonderheden |
| --- | ------------------ | ---------- | --- |
| 728 | Roël Boezen        | 07-12-2016 | kapitein-vlieger; voor daden van initiatief, moed en volharding in verband met vijandelijke actie                                        |
| 729 | Lennart Buis       | 07-12-2016 | kapitein-vlieger b.d.; voor daden van initiatief, moed en volharding in verband met vijandelijke actie                                   |
| ?   | Peter Tankink      | 02-07-2018 | voor dapper optreden boven Joegoslavië in 1999, alwaar hij op 24 maart een MiG-29 neerschoot.                                            |
| ?   | Eric Rab           | 02-07-2018 | voor dapper optreden boven Joegoslavië in 1999.                                                                                          |
| ?   | Rien Keij          | 02-07-2018 | voor dapper optreden boven Joegoslavië in 1999, alwaar hij op 11 mei met gevaar voor eigen leven foto's maakt van gebombardeerde doelen. |
| ?   | Joost Luijsterburg | 02-07-2018 | voor dapper optreden boven Joegoslavië in 1999, alwaar hij in 30 missies verschillende doelen bombardeert.                               |
| ?   | Pleun Troost       | 02-07-2018 | voor dapper optreden boven Joegoslavië in 1999, alwaar hij in 22 missies verschillende doelen bombardeert.                               |
| ?   | Jack Goense        | 02-07-2018 | voor dapper optreden boven Joegoslavië in 1999, voor het uitvoeren van 31 missies boven vijandelijk gebied.                              |

### Datum en of registratienummer onbekend
| Nr. | Ontvanger                | Datum        | Bijzonderheden |
| --- | ------------------------ | ------------ | --- |
| ?   | Klasinus van Tongeren    | [ 598 ]      | |
| ?   | J. Rygg                  | 25 juni 1946 | |
| ?   | A. van der Hoeden        | 10 juni 1942 | Luitenant ter Zee 1e Klasse. Eerste van twee vliegerkruizen. Later vervangen voor een Bronzen Kruis. Tweede vliegerkruis ontvangen op 3 augustus 1944. |
| ?   | A. Hagers                | 28-10-1943   | Eerste van in totaal drie vliegerkruizen. Tweede op 21 december 1944 en derde op 24 februari 1945. |
| ?   | Lawrence Leslie Cadan    | 01-05-1945   | RAF, 2nd Tactical Air Force, Officier. Datum Koninklijk Besluit is een schatting, zie referentie. |
| ?   | H.S. Huntingdon          | 06-07-1944   | US Navy |
| ?   | L.A. Lynn                | 16-11-1944   | 320 Dutch Squadron RAF. VK werd later ingetrokken en vervangen voor een Bronzen Kruis. |
| ?   | A. Hagers                | 21-12-1944   | Tweede van in totaal drie vliegerkruizen. Eerste op 28 oktober 1943 en derde op 24 februari 1945, zie 344. |
| ?   | John Leslie Wood         | 19-12-1947   | Flying Officer, RAFVR, 488 Squadron. Datum Koninklijk Besluit is een schatting, zie referentie. |
| ?   | H. Schaper (piloot)      | [ 610 ]      | |
| ?   | D. Schröder              | [ 610 ]      | |
| ?   | H. Sobels                | [ 611 ]      | |
| ?   | J.H. Rijkhof             | [ 612 ]      | |
| ?   | Gerard Frederik Rijnders | 07-01-1943   | Militaire Luchtvaart van het Koninklijk Nederlands-Indisch leger, Luitenant Ter Zee Vlieger der 1ste Klasse. Ingetrokken bij K.B. no.25 van 29 januari 1948 en vervangen door de Militaire Willems Orde. Ontving later tweede vliegerkruis zie nummer 211. |